# Kreuz (Bayreuth)
Kreuz ist ein Stadtteil der oberfränkischen Stadt Bayreuth.

## Lage und Name

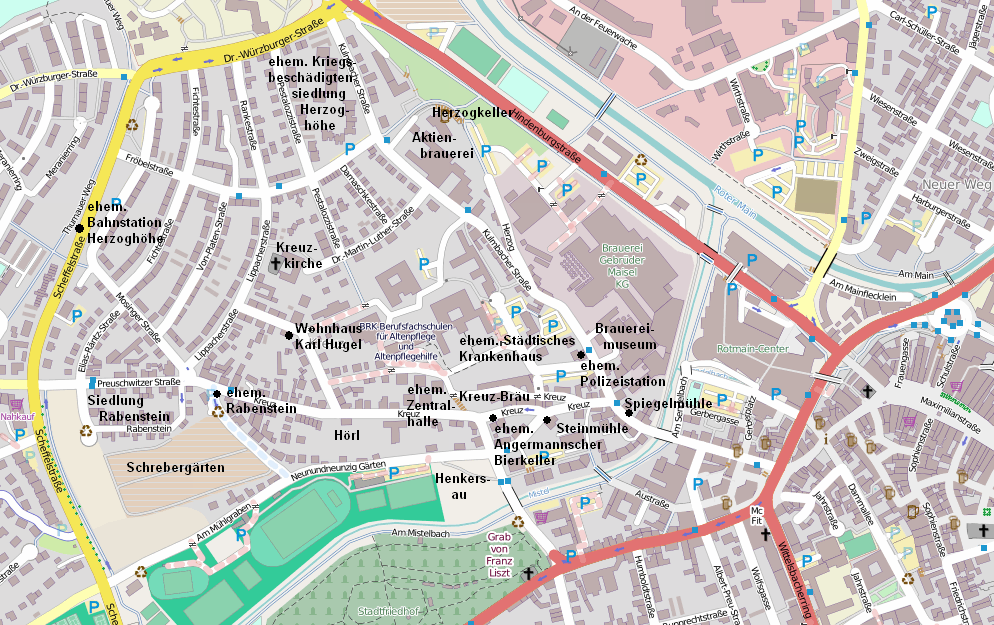
Karte des Stadtteils Kreuz westlich der Innenstadt

Der Stadtteil Kreuz lag, überwiegend in Hang- und Hügellage, bis ins 20. Jahrhundert hinein am westlichen Rand der Stadt Bayreuth. Durch die weitere Ausdehnung der Stadt hat er mittlerweile seine Randlage verloren.
Der Name geht vermutlich auf die Kapelle Zum heiligen Kreuz zurück, die 1410 erstmals erwähnt wurde, von der aber 1545 bereits jede Spur verschwunden war. Sie befand sich nahe dem Anfang der Straße Kreuz an der Kulmbacher Straße. Die heutige evangelische Kreuzkirche wurde erst 1960 errichtet, die katholische Heilig-Kreuz-Kirche 1972 fertiggestellt. Im Monumentalplan Bayreuth von etwa 1910 trägt der Stadtteil den Namen Hl. Kreuz.

## Struktur und Geschichte

Historische Karte des Stadtteils Kreuz (ca. 1910)

Historischer Kern mit der Kulmbacher Straße, dem Städtischen Krankenhaus (hinten links) und der Brauerei Gebr. Maisel (Mitte rechts), um 1900

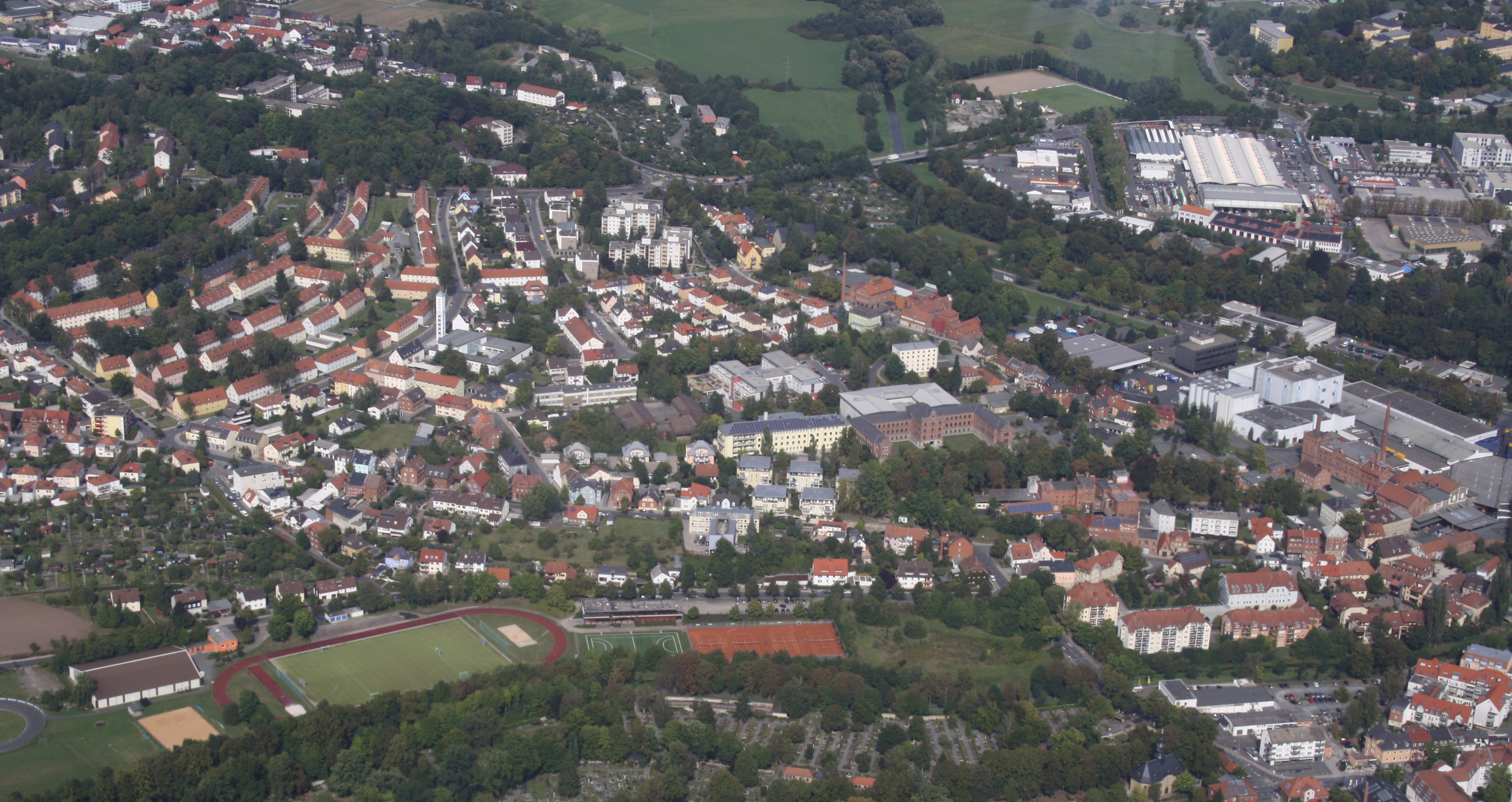
Bayreuth-Kreuz mit unterer Herzoghöhe – die Sportanlagen im unteren Bereich liegen auf der ehemaligen Henkersau (2012)

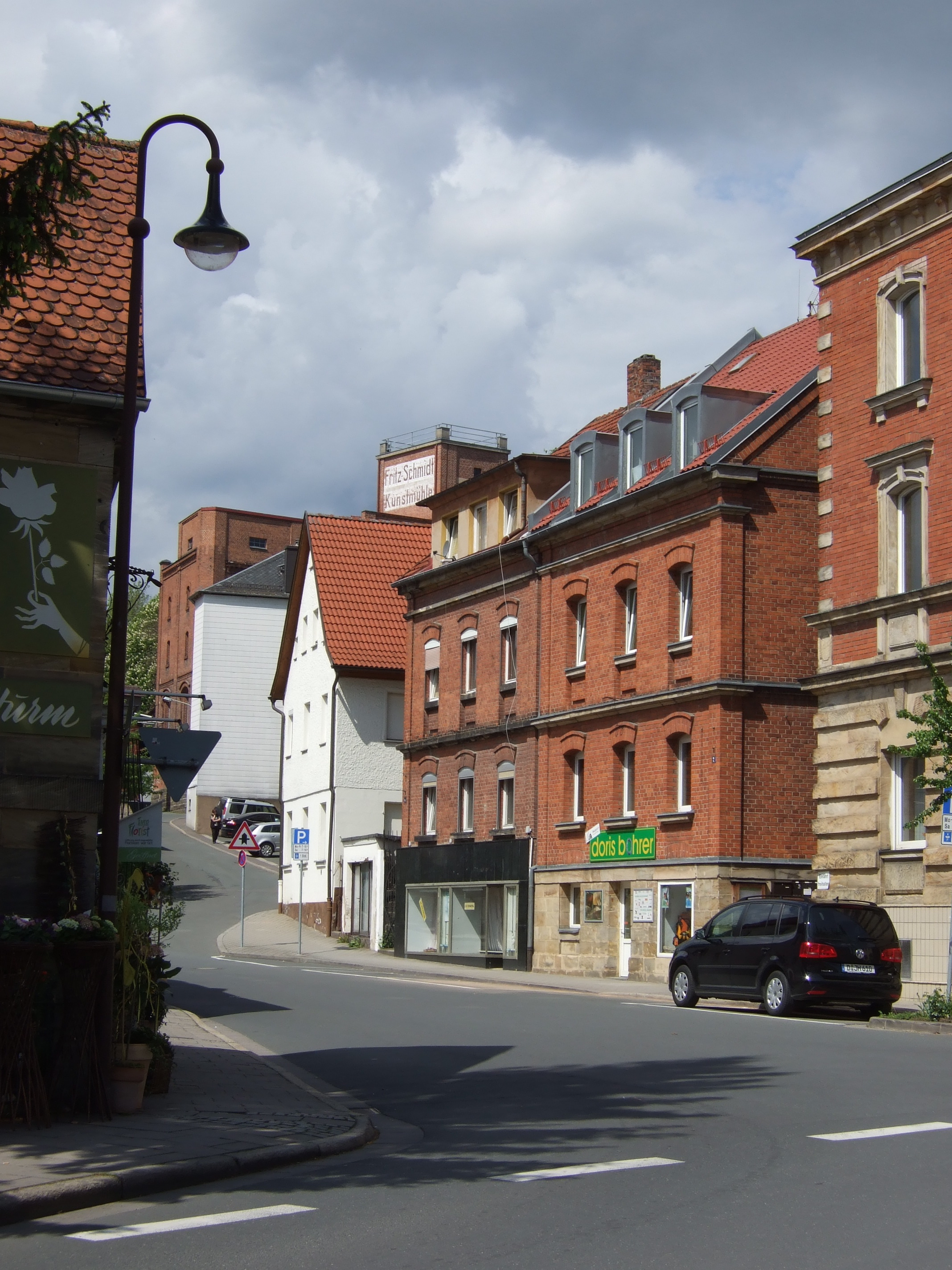
Abzweig der Straße Kreuz von der Kulmbacher Straße, im Hintergrund das frühere Sudhaus des Kreuz-Bräu

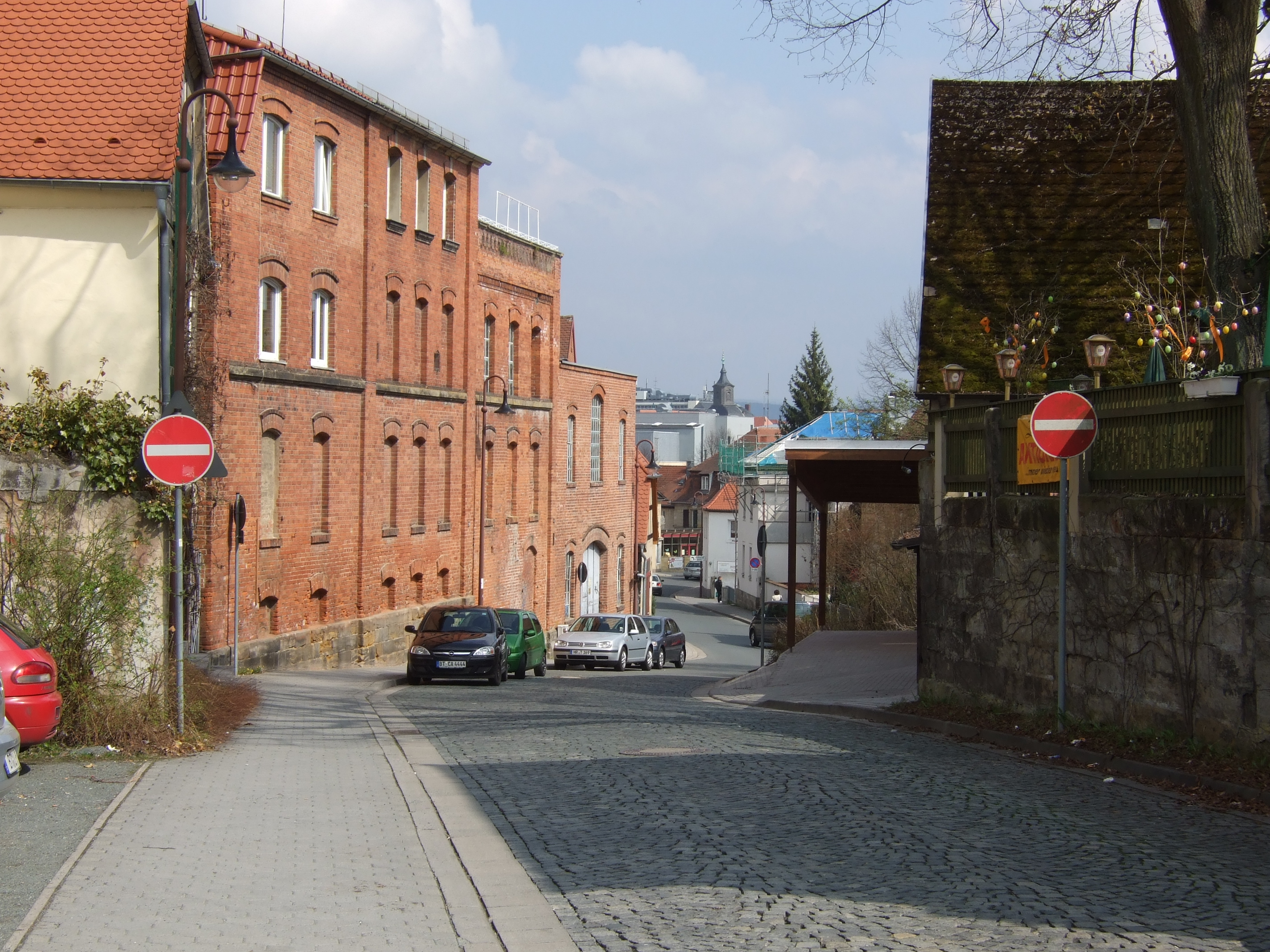
„Kreuzbräuberg“ mit ehemaligem Kreuz-Bräu, rechts der Biergarten des einstigen Angermannschen Bierkellers

Mälzerei des Kreuz-Bräu (um 1905)

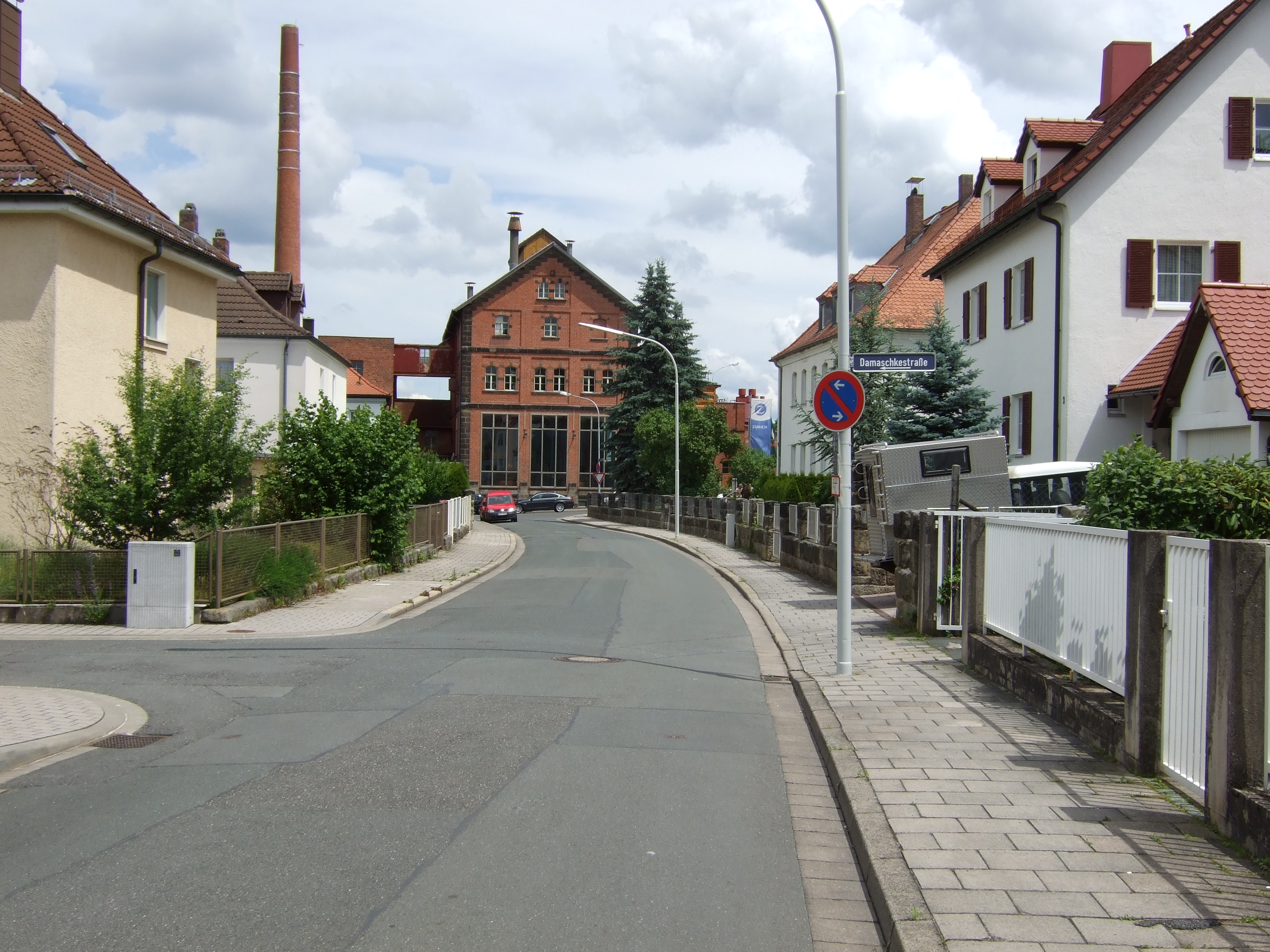
Dr.-Martin-Luther-Straße, im Hintergrund das Sudhaus der „Aktienbrauerei“

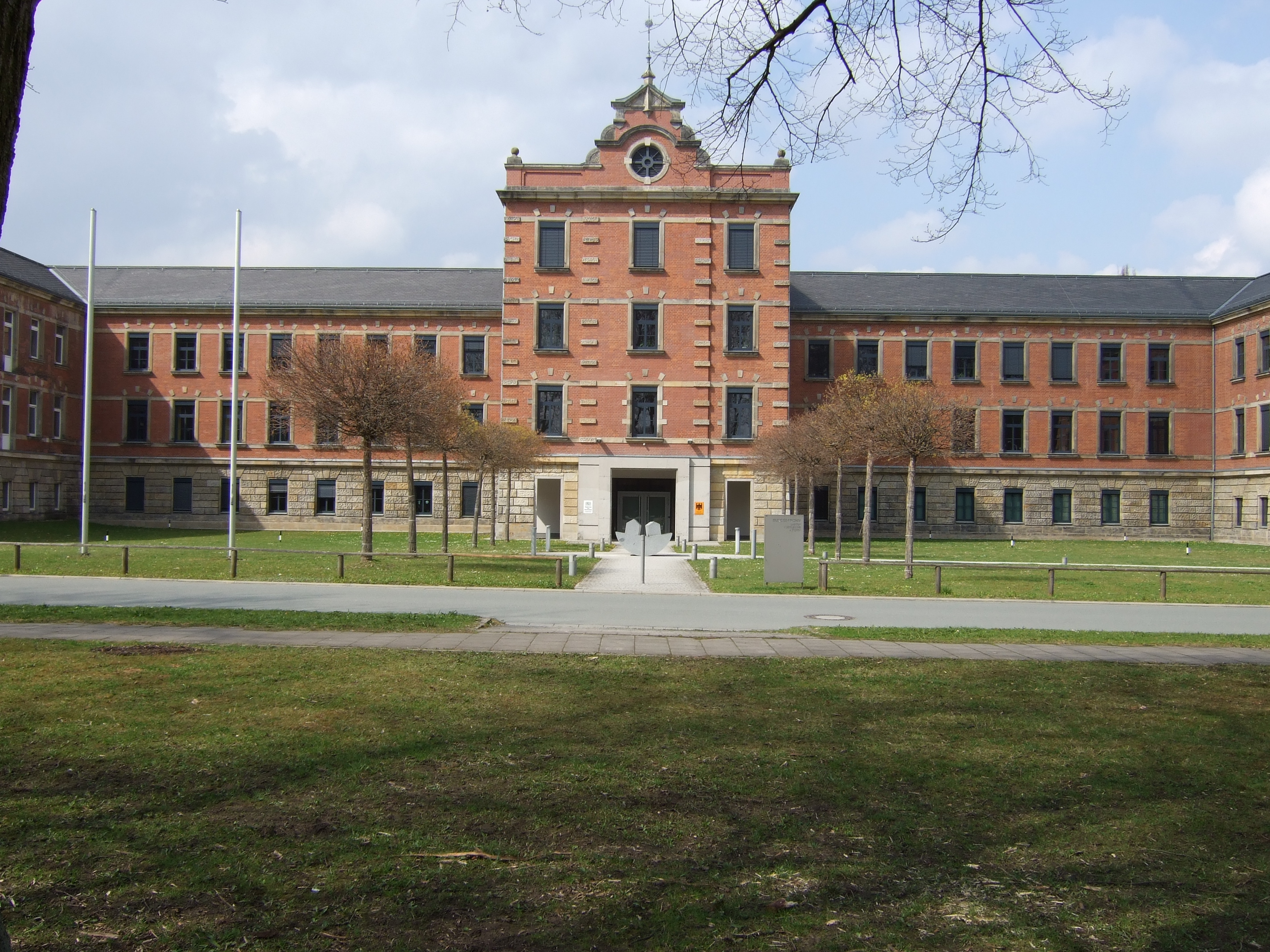
Ehemaliges Städtisches Krankenhaus, jetzt Lastenausgleichsarchiv des Bundesarchivs

Der Ursprung der Siedlung liegt an der Kulmbacher Straße (ehemals Steinweg) am westlichen Ufer des Mistelbachs. Die Spiegelmühle wurde bereits 1398, die Steinmühle 1464 urkundlich erwähnt. Im frühen 19. Jahrhundert lebten dort Ackerbürger, Tuchmacher und Tagelöhner. Zu den ältesten Gebäuden zählen das Scharfrichterhaus von 1668 (99 Gärten 10) und das Anwesen des Bauern Hörl (Kreuz 31; 1722 oder früher). Im Erdgeschoss des Hauses Kulmbacher Straße 25 befand sich bis nach 1945 eine Polizeistation.
Hauptachse und Zentrum des Stadtteils ist die gleichnamige Straße Kreuz im Verlauf der ehemaligen Überlandstraße Hohe Straße, die ihn von Ost nach West durchzieht. Nahe ihrem Anfang steht das ehemalige Städtische Krankenhaus, das 1905 in Betrieb genommen wurde und bis 1986 seine Funktion erfüllte. Daher sind viele Bayreuther gebürtige Kreuzer. Der 630.000 Mark teure Bau ersetzte das düstere Spital an der Dammallee. Im September 1955 wurde die Frauenklinik fertiggestellt, im Mai 1960 die Kinderklinik übergeben. Inzwischen sind dort das Bundesarchiv für das Lastenausgleichswesen (seit Oktober 1999) und städtische Dienststellen untergebracht, auch gibt es auf dem Gelände Fachschulen für medizinisches Personal. 2007 wurde auf dem stadtabgewandten Teil das Pflegeheim BRK-Ruhesitz eingeweiht. Die auf dem Gelände angesiedelten Behörden (Rathaus II mit u. a. Jugendamt, Ausländeramt und Kfz-Zulassungsstelle) sollen in den 2020er Jahren dem Projekt „Neue Mitte Kreuz“ weichen, einem Wohnquartier für eine bunte Mischung von Menschen verschiedener Generationen und Einkommensgruppen. Der drohende Abriss der historisch markanten ehemaligen „Ärztevilla“ an der Dr.-Franz-Straße konnte 2024 abgewendet werden.
Dem Straßenverlauf folgend passiert man den „Angermannschen Bierkeller“ (heute Gasthaus Zur Linde), wo Richard Wagner häufig zu Gast war. Schräg gegenüber steht das Wohnhaus der einstigen Bayreuther Scharfrichter von 1668. Die nahe gelegene Gaststätte Zentralhalle, ein baulich bemerkenswerter Klinkerbau, wurde, obwohl erhaltenswert, 1995 abgerissen. Nach der Errichtung 1897 als Versammlungsort der Arbeiterbewegung genutzt, war sie historisch nicht unbedeutend.
Am westlichen Ende der Straße befand sich mit dem Rabenstein, einer „mannshohen, etwa acht Schritt im Geviert messenden gebretterten Estrade“, eine der öffentlichen Hinrichtungsstätten der Stadt. Dort wurden die Delinquenten gepfählt, mit dem Richtschwert enthauptet oder auf andere Weise ums Leben gebracht. Das gemauerte Viereck des Rabensteins wurde 1848 abgetragen, die blutgetränkte Erde wurde versteigert. Unweit davon, an der Preuschwitzer Straße (heute Standort der katholischen Kirche), war der 1814 abgebrochene Galgen aufgestellt. An der spätestens 1505 als Galgenberg nachweisbaren Stelle stand auch das Rad, auf das die zur Räderung Verurteilten aufgesetzt wurden. Eine weitere Richtstätte war die als „Henkers-Au“ bezeichnete Hospitalwiese zwischen der Straße 99 Gärten und dem Mistelbach. Dort wurden z. B. im 16. Jahrhundert mindestens drei Menschen auf dem Scheiterhaufen verbrannt. Auch die Hinrichtungen durch Köpfen wurden 1848 auf die Henkersau verlagert. Ab 1855 wurde dort im „Bedarfsfall“ die Guillotine aufgestellt; erster damit geköpfter Delinquent war, unter dem Beisein zahlreicher Schaulustiger, am Morgen des 13. September 1855 ein achtzehnjähriger junger Mann. Am 9. September 1859 endete die Geschichte der Henkersau mit einer öffentlichen Doppelhinrichtung.
An der Straße 99 Gärten liegt die gleichnamige Kleingartenanlage aus dem Jahr 1917. Bereits in einer Karte von 1745 sind dort zahlreiche Privatgärten eingezeichnet. Dort, wie auch an der nahe gelegenen Kulmbacher Straße, bilden in den Hügel gebaute Bierkeller ein weitläufiges, verzweigtes Geflecht von mehrere hundert Meter langen Stollen. Das Kellersystem 99 Gärten besteht aus zwei großen Ästen, die miteinander verbunden sind und eine Gesamtlänge von rund 700 m haben. Ein zweites System mit einer ähnlichen Ausdehnung befindet sich südlich des ehemaligen Krankenhauses; während des Zweiten Weltkriegs wurde es als Luftschutzbunker für dessen Patienten und Personal genutzt. Die an der Kulmbacher Straße in den Sandstein getriebenen Gänge wurden vor der Mitte des 18. Jahrhunderts angelegt und später schrittweise ausgebaut. Zu Beginn des 19. Jahrhunderts gab es in Bayreuth etwa 200 Braurechte. Das untergärig gebraute Bier wurde in den Kellern bei konstant niedrigen Temperaturen gelagert. Zwei Brauereien existieren noch am östlichen Rand des Stadtteils.
An der Kulmbacher Straße, die ihre Funktion als Ausfallstraße im Stadtteil Kreuz verloren hat, befindet sich die Bayreuther Bierbrauerei, im Volksmund „Aktienbrauerei“ genannt. 1831 war sie als erste Bayreuther Privatbrauerei gegründet und 1872 in eine Aktiengesellschaft umgewandelt worden. In der ehemaligen Tenne der Brauerei, einem zu gastronomischen Zwecken genutzten Kellergewölbe, befand sich in den 1970er Jahren die Diskothek Old Baily. Dort traten häufig Musikgruppen auf, u. a. Colosseum II, Aera und Jörg Evers’ legendäre Bayreuther Band The Box.
Stadteinwärts liegt das 1886/87 erbaute Stammhaus der Brauerei Gebr. Maisel mit dem Maisel’s Brauerei- und Büttnereimuseum. Im markanten Gebäude des Kreuz-Bräu an der unteren Straße Kreuz wird hingegen schon seit Jahrzehnten nicht mehr gebraut. Der aus der Brauerei Schmidt in Moritzhöfen stammende Braumeister Fritz Schmidt hatte die ehemalige Brauerei Schott (Kreuz 18) im März 1889 übernommen und ausgebaut. 1904 wurde dem Unternehmen eine Mälzerei angegliedert. 1923 gab Schmidt die Bierherstellung auf und richtete im 1895 errichteten Sudhaus eine Mühle für Roggen und Weizen ein. Die Brauerei Schoberth (99 Gärten 14-18) existierte nur von etwa 1880 bis 1920, die Gebäude wurden in den 1920er Jahren abgerissen.
Das einzige Fließgewässer ist der am Südrand des Viertels verlaufende Mistelbach. Bis in die zweite Hälfte des 20. Jahrhunderts hatte er mit dem Mühlgraben, nach einem anliegenden Bauern auch „Rießenbach“ genannt, einen Seitenkanal. Er verlief am Rand der Straße 99 Gärten und versorgte die Mühlräder der Steinmühle und der Spiegelmühle (auch „Spitalmühle“ genannt) mit Wasser. Zwischen den beiden Wasserläufen, auf der einstigen Henkersau, lagen die drei Schoberthsweiher, von denen sich Brauereien das Eis holten. Die Brauerei Maisel beabsichtigt, einen Teil dieses Bereichs mit Wohnhäusern zu bebauen. 2018 erteilte der Bauausschuss seine Zustimmung für die Fortschreibung des Genehmigungsverfahrens, obwohl das Mistelbachtal als „grüner Finger der Stadt“ eine wichtige Frischluftschneise darstellt.
Bis weit in die Zeit nach 1945 konnten sich im Stadtteil landwirtschaftliche Betriebe halten. Die Höfe der Haupt- und Nebenerwerbsbauern lagen überwiegend an den Straßen 99 Gärten und Kreuz sowie der Hügelstraße (seit 1947: Karl-Hugel-Straße nach dem dort geborenen Karl Hugel). Viele dieser Anwesen wurden mittlerweile abgerissen.
Im Kreuz gab es drei öffentliche Trinkwasserbrunnen, von denen der letzte 1952 abgebaut wurde. Sie lagen in der Kulmbacher Straße (ungefähr an der Abfahrt zur Gaststätte Herzog), an der Einmündung der Carl-Burger-Straße in die Straße Kreuz und in der Straße 99 Gärten neben dem unteren Eingang zur Gartenkolonie.

## Bebauung und Geschichte ab 1897

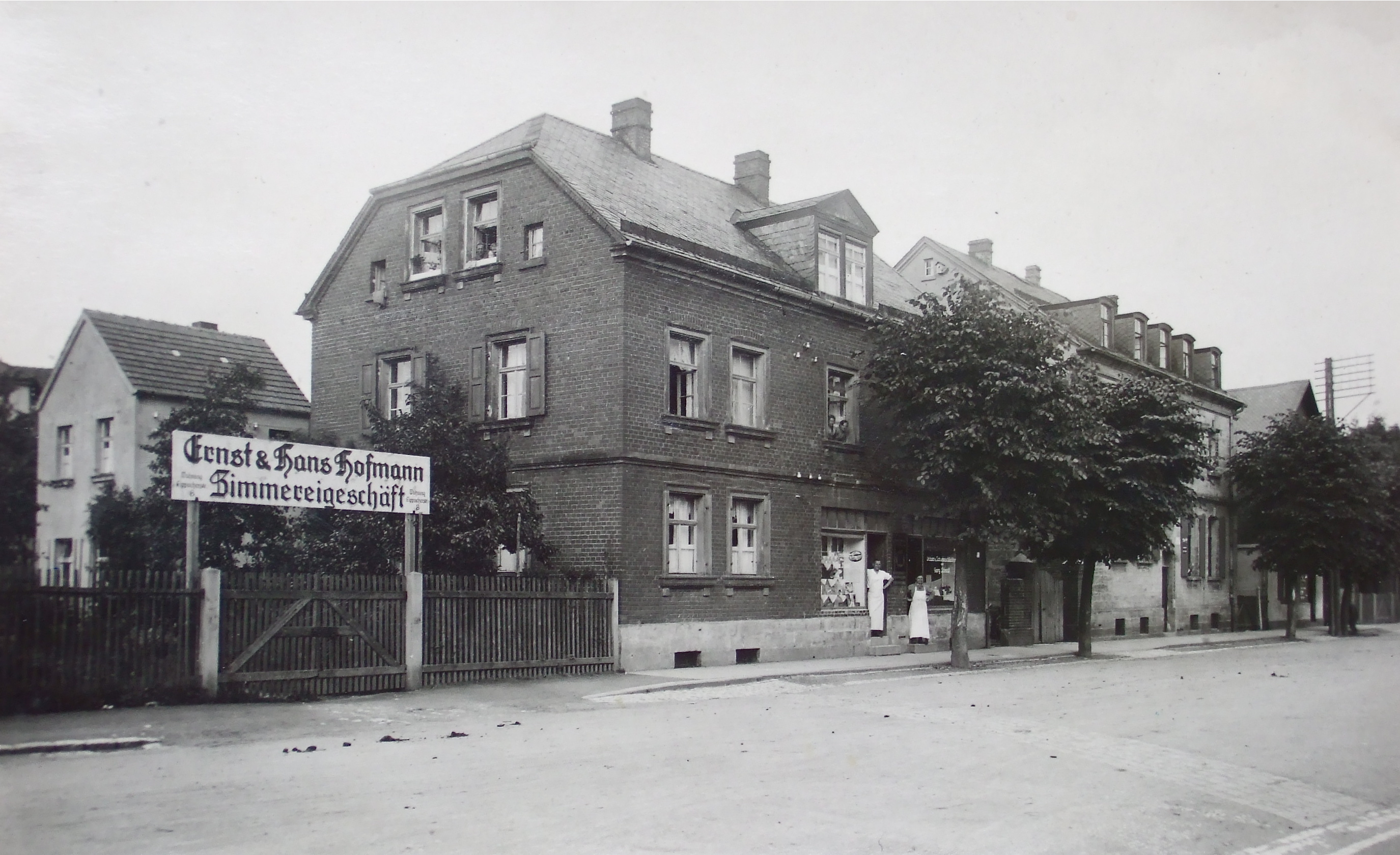
Anwesen Bäckermeister Albin Festel, Kreuz 62 (erbaut 1896–98), 1934

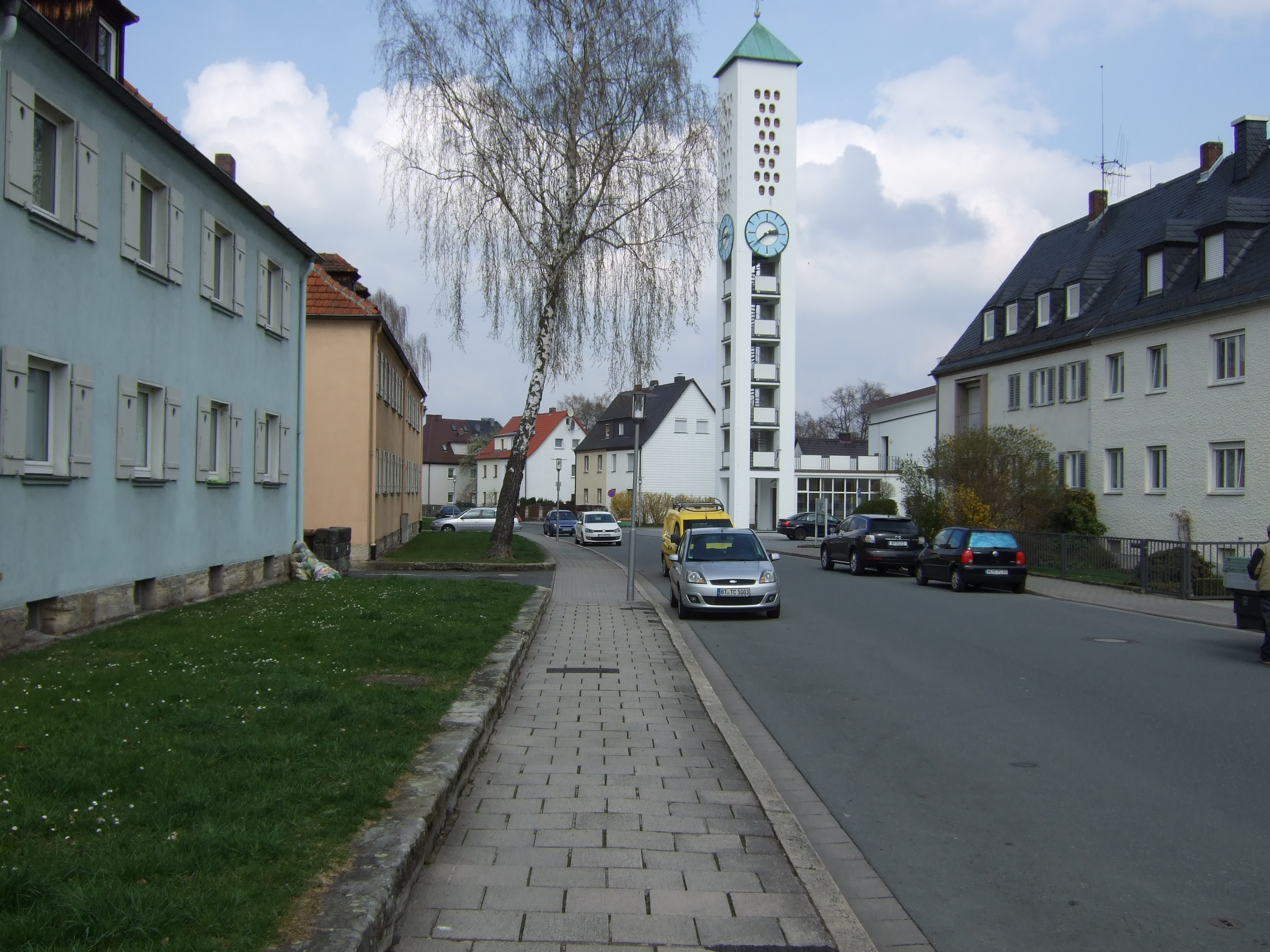
Lippacherstraße mit der Kreuzkirche, links Genossenschaftshäuser aus den 1950er Jahren

Im 20. Jahrhundert dehnte sich das Kreuz bis zur ehemaligen Bahnstrecke nach Thurnau und auf den südöstlichen Teil des Roten Hügels aus. Die evangelische Kreuzkirche wurde 1960 geweiht. Allerdings beging die Bevölkerung schon seit 1897 alljährlich ausgiebig das stadtbekannte Volksfest „Kreiza Kerwa“ (Kreuzer Kirchweih) zunächst in und vor der Zentralhalle, später auf dem Gelände des SC Kreuz.
Pfingsten 1904 wurde im Kreuz vier Tage lang das 6. Bayerische Arbeiter-Sängerbundfest abgehalten. Für die unter anderem in neun Sonderzügen angereisten Gäste wurde eigens für dieses Ereignis eine hölzerne Festhalle mit fünftausend Sitzplätzen gebaut, die für die Besucherzahl bei Weitem nicht ausreichten. Das Quartiersproblem konnte mit 1500 Matratzen der Garnisonsverwaltung Ingolstadt gelöst werden. Zu den Ehrengästen gehörte der Bayreuther Oberbürgermeister Leopold Casselmann; der nationalliberale Politiker brachte in seiner Begrüßung befriedigt zum Ausdruck, dass nicht ein politischer Zweck, sondern der feierliche Wettstreit der Gesangskunst die Arbeiter versammelt habe. Der Stadtmagistrat stellte kostenlos die Hallenbeleuchtung und Dekorationsstücke zur Verfügung.
Die Eisenbahnhaltestelle Herzoghöhe an der Bahnstrecke Bayreuth – Thurnau wurde gern benutzt, da sich so die zeit- und geldaufwendige südliche Umfahrung der Stadt vermeiden ließ. Im Jahr 1909 eröffnet, war sie 1973 die erste der seinerzeit zehn Bayreuther Bahnstationen, die mit der gleichzeitigen Aufgabe der Strecke stillgelegt wurde. Die mit ihren vollen „Huckelkörben“ den Straßenzug Mosinger Straße – Kreuz entlang zur Innenstadt laufenden Bauersfrauen waren für Jahrzehnte ein vertrauter Anblick.
Oberhalb der Lippacherstraße blieb das Gebiet bis in die 1920er Jahre weitgehend unbebaut. 1908 entstand als erstes Gebäude an der Bahnstation die Gastwirtschaft Thurnauer Hof, besser bekannt unter dem Namen „Die Lauß“ (nach dem ersten Wirt Johann Lauß). Im April 1945 wurde das Haus bei einem Bombenangriff zerstört. Nach 1920 entstand die planmäßig errichtete Eigenheimsiedlung für Kriegsbeschädigte des Ersten Weltkriegs an der Straße Rabenstein. Die Einfamilienhäuser am Galgenberg im Umkreis der Elias-Räntz-Straße stammen aus den frühen 1930er Jahren. Nordöstlich der Mosinger Straße wurde die landwirtschaftlich genutzte Fläche „Hörls Peunt“ (Anmerkung: Peunt bezeichnet ein eingehegtes Grundstück) ab 1950 von der Gemeinnützigen Bayreuther Baugenossenschaft (GBW) mit Wohnblöcken bebaut.
Am 5. April 1945 wurde das Gebiet während eines amerikanischen Luftangriffs im Mitleidenschaft gezogen. Zwar gingen die meisten Bomben auf weitgehend unbebautes Gelände westlich der Bahnstrecke nieder, doch wurden im Bereich der Mosinger Straße und der Elias-Räntz-Straße auch Häuser zerstört. Mehrere Todesopfer waren zu beklagen, allein fünf Tote gab es im Anwesen Mosinger Straße 13. Am Abend des 14. April erreichten die US-Truppen das Kreuz und richteten am Haus Kreuz 62 eine Telefonzentrale ein.
Die Straße Kreuz hat, insbesondere im Umkreis der sternförmigen Kreuzung mit Lippacherstraße, Mosinger Straße, Preuschwitzer Straße, Rabenstein und 99 Gärten die Funktion eines „Quartierversorgungszentrums“. Dort befinden sich unter anderem eine Postagentur, eine Bäckerei und eine Metzgerei, sowie unweit davon an der Scheffelstraße ein Lebensmittelmarkt. Am Ort der einstigen Tankstelle westlich des Anwesens Hörl wurden 1983/84 die Reihenhäuser Kreuz 33a-f errichtet. Im Bürogebäude Kreuz 25 von 1961 ist das Zentrum Bayern Familie und Soziales untergebracht.

## Herzog

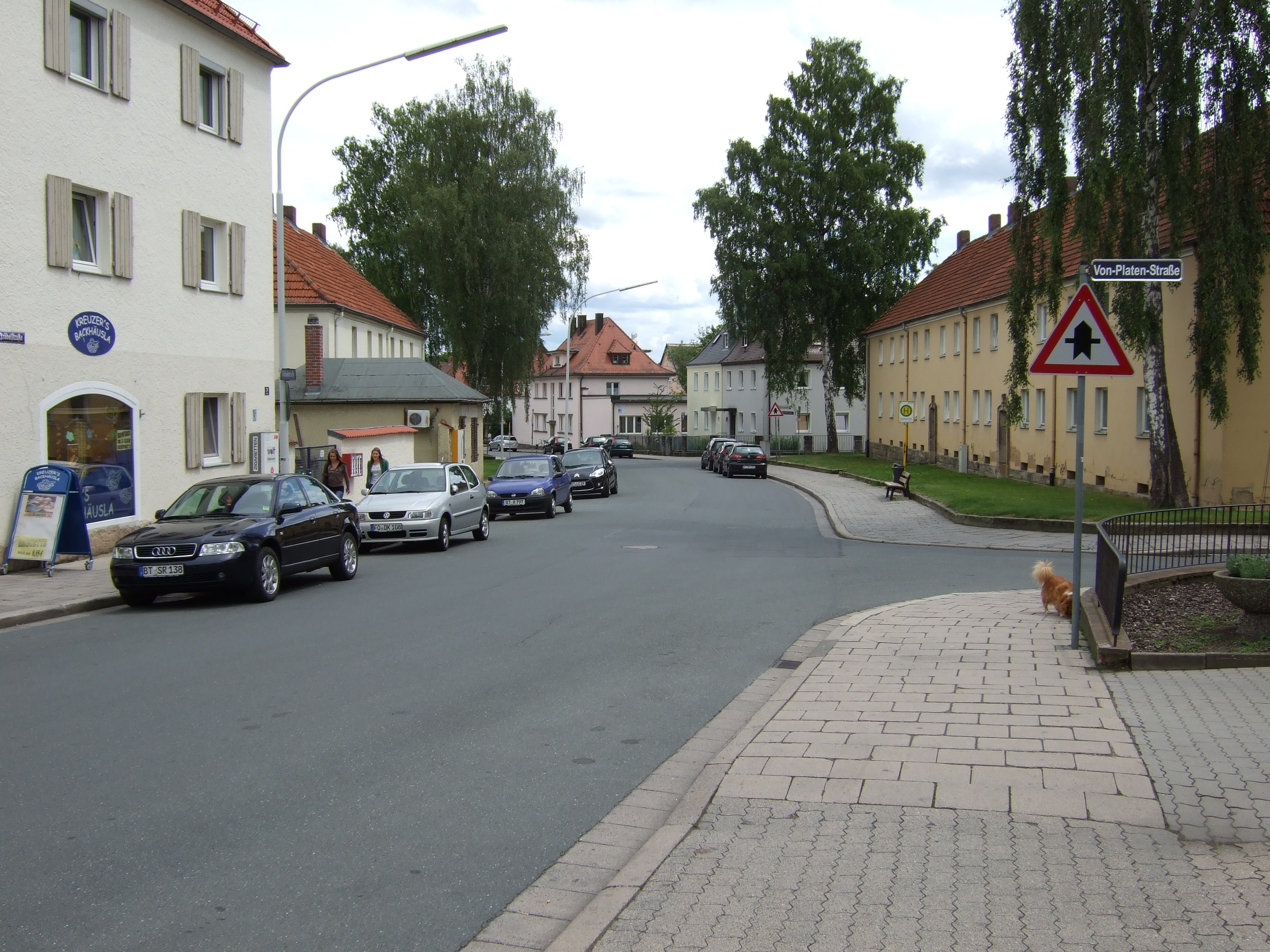
Fröbelstraße auf dem Herzog mit Wohnblocks aus den 1930er Jahren, rechts der Block Fröbelstraße 19 bis 25, im Hintergrund das Gebäude des evangelischen Kindergartens, 2012

Der nördliche Teil des Stadtteils Kreuz trägt die Bezeichnung Herzog oder (untere) Herzoghöhe. Auf dem Herzog entstand, als Erstlingswerk des Architekten Hans Reissinger, zwischen der Dr.-Würzburger-Straße (damals Mosinger Weg) und der Fröbelstraße ab 1919 die Kriegsbeschädigtensiedlung Herzoghöhe. 1973 wurde der Abbruch der 24 Einfamilienhäuser verfügt. An ihrer Stelle errichtete der Bauverein Bayreuth mehrgeschossige Wohnblocks in Plattenbauweise. Beiderseits der Fröbelstraße, unter anderem auf dem Gelände der städtischen Gemüsegärtnerei, wurde zwischen 1937 und 1940 die GBW-Siedlung Untere Herzoghöhe errichtet. Die vorwiegend dreigeschossigen Wohngebäude in Form von Häuserzeilen wurden damals mit einfacher Ausstattung für ärmere Sozialschichten konzipiert. Nördlich und nordöstlich der Kreuzkirche überwiegt eine Bebauung mit Ein- und Zweifamilienhäusern aus der Zeit vor 1945.

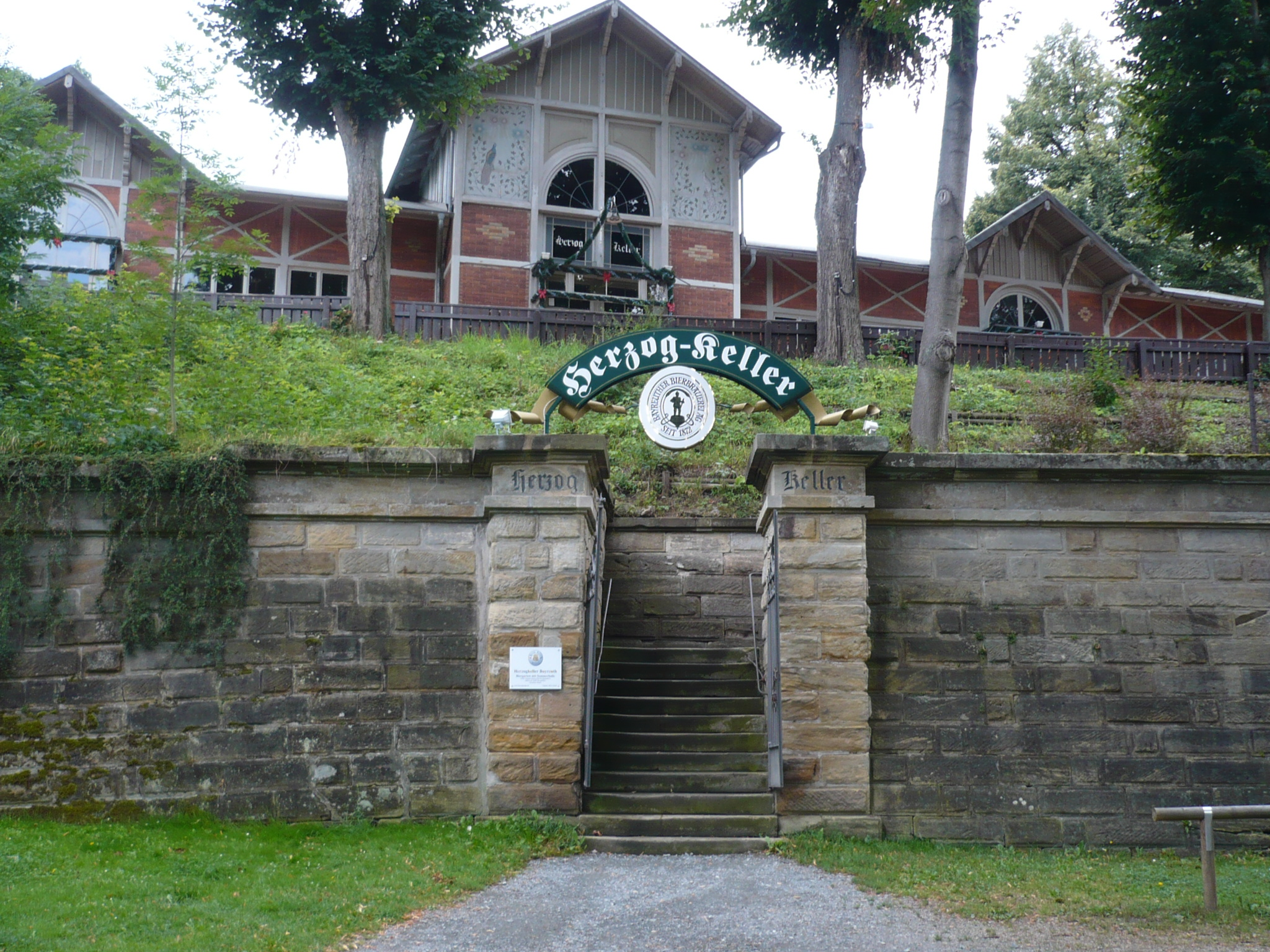
Herzogkeller

Die zwischen 1938 und 1940 gebauten Häuser Fröbelstraße 19 bis 25 und Von-Platen-Straße 1 bis 11 (jeweils ungerade Hausnummern) wurden im Winter 2016/2017 abgerissen. Sie wurden durch einen Wohnriegel und vier Punkthäuser ersetzt, deren 79 Wohnungen bis Mitte November 2018 bezugsfertig sein sollten. Im Frühjahr 2019 wurden vier Wohnblöcke an der nördlichen Lippacherstraße abgebrochen, um Platz für Reihenhäuser zu schaffen. 16 derartige Häuser wurden zwischen Juli 2020 und Januar 2021 in Modulbauweise errichtet. Die Von-Platen-Straße wurde als Modellstraße mit niveaugleichen Zonen für Fußgänger und den übrigen Verkehr umgestaltet.

Kurhaus „Mainschloß“ am Sanatorium Herzoghöhe

Von den Sommerfesten auf dem Herzog war bereits Jean Paul begeistert. 1889 wurde der Herzoggarten genannte Biergarten nördlich der Aktienbrauerei durch eine kolonnadenähnliche Sommerhalle ergänzt. Der Baustil des Gebäudes geht auf die Gartenarchitektur des 17. Jahrhunderts zurück. Anlässlich der Einweihung der 1968 abgerissenen Ludwigsbrücke hielt König Ludwig III. von Bayern dort Einkehr. Nach der Wirtschaftskrise in den 1920er Jahren wurde der Schankbetrieb eingestellt und das Gebäude fortan als Lager genutzt. Seit Juli 1990 ist das Gartenlokal Herzogkeller wieder in Betrieb. Im Sommer 2015 wurde es in die Bayerische Denkmalliste aufgenommen.
Am nordwestlichen Ende der Hindenburgstraße stehen auf dem Hang des Herzog das Städtische Jugendheim und das kommunale Jugendzentrum Komm. Der Gebäudekomplex entstand im Dritten Reich als HJ-Heim. Nach dem Zweiten Weltkrieg wurde er zunächst von der Stadtverwaltung, dem Bund Deutscher Pfadfinder und der katholischen Kirche genutzt. Das 1907 eröffnete, Kurhaus „Mainschloß“ genannte Gebäude neben dem 1894 vom jüdischen Arzt Albert Würzburger errichteten Sanatorium Herzoghöhe in der westlichen Kulmbacher Straße wurde 1959 abgebrochen. Zu den Patienten gehörte der Arzt und Schriftsteller Oskar Panizza.
Die weit verzweigte Kelleranlage am Herzog wurde im Jahr 2022 als „anschauliches Beispiel für den Wirtschaftsfaktor Bier in Bayern“ unter Denkmalschutz gestellt. Spätestens 1734 sind dort Bierkeller nachweisbar. Insbesondere vom Steilhang an der Straße Herzog aus führt das Netzwerk der in den Sandstein getriebenen Stollen weit bis unter das Gelände des ehemaligen Städtischen Krankenhauses. Als Lagerkeller für Bier und Eisblöcke genutzt dokumentieren sie den brautechnischen Wandel vom obergärigen zum untergärigen Bier. Nebeneffekte waren die Gewinnung von Baustoffen sowie die Nutzung als Luftschutzbunker während des Zweiten Weltkriegs.

## Mühlen

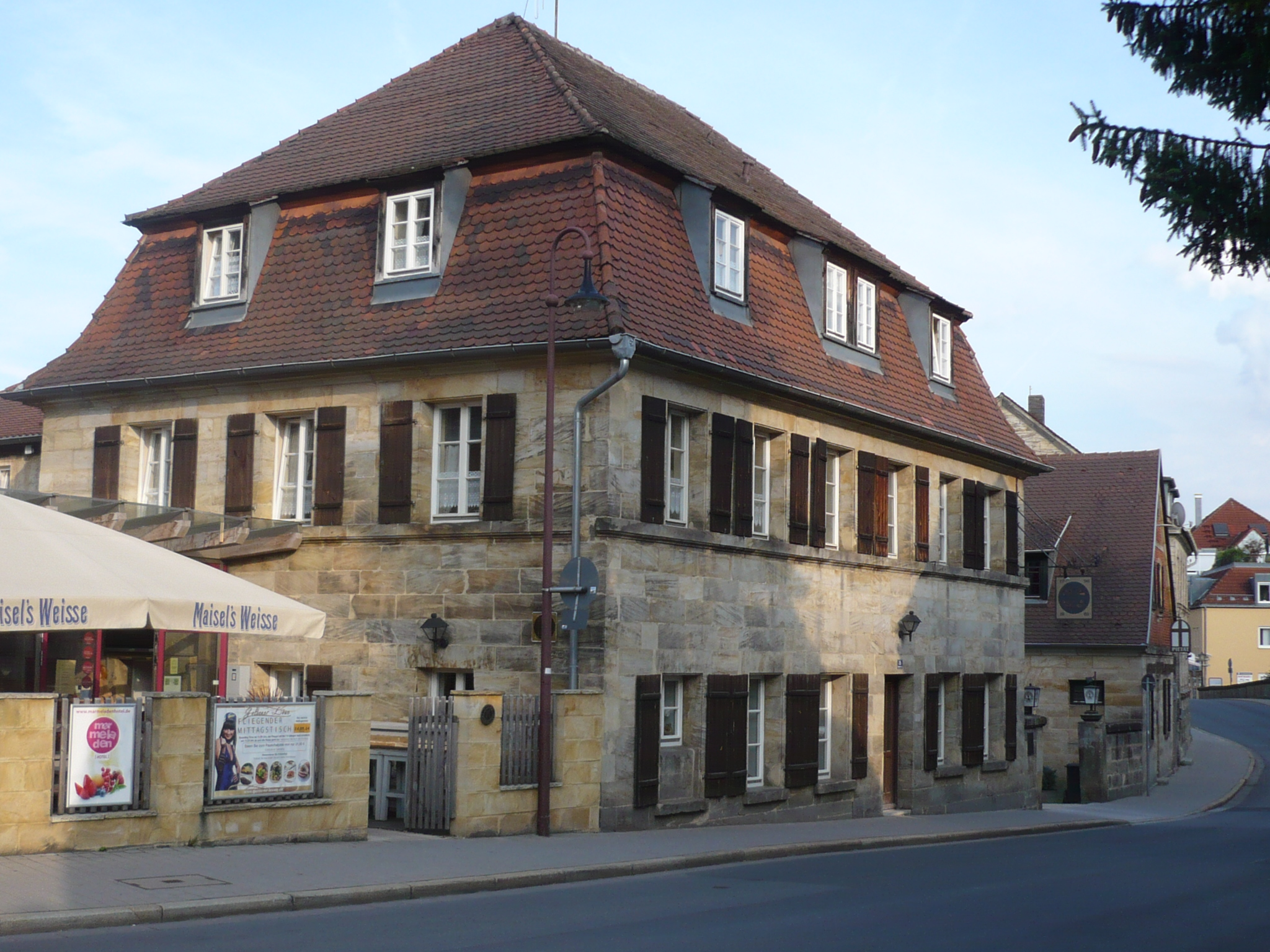
Die Spiegelmühle im Jahr 2014

Vom Mistelbach abzweigend führte der Mühlgraben Wasser zu den beiden Mühlen im unteren Kreuz. Die Spiegelmühle hieß ursprünglich Schaub- oder Schaupmühle, später auch Heilig-Kreuz-Mühle. Sie wurde von einem mittelschlächtigen Wasserrad angetrieben, das später in ein oberschlächtiges umgebaut wurde. Sie wechselte mehrfach den Besitzer oder Pächter, ehe sie 1555 an das Spital verkauft wurde. Der heutige Name Spiegelmühle resultiert vermutlich aus der umgangssprachlich falschen Aussprache des 1561 dokumentierten Wortes Spitalmühle.

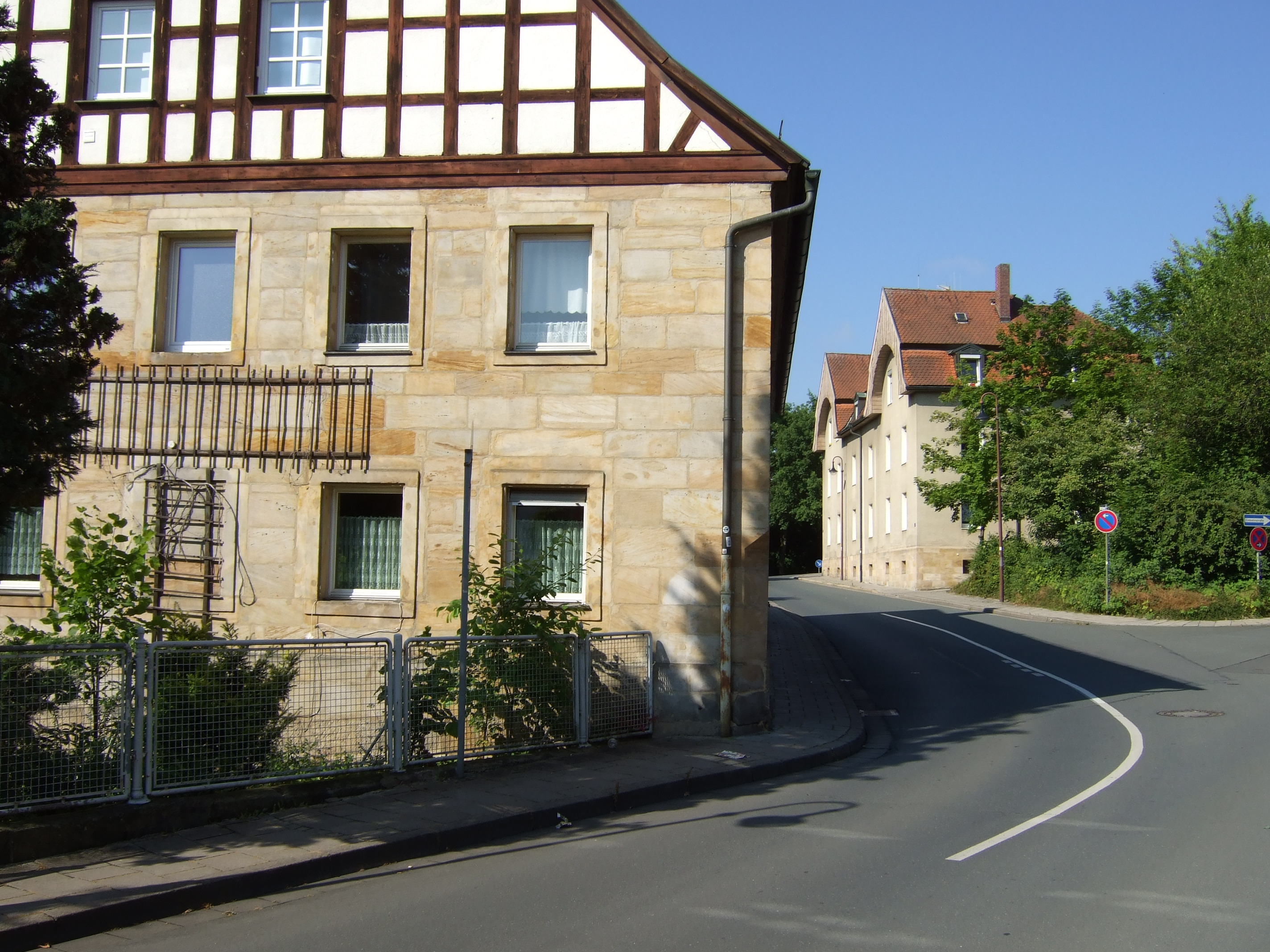
Links die Steinmühle, rechts die Häuser 99 Gärten 2 und 2 1/2

Die Herzogmühle um 1900

1633 ließ der bayerische General Johann von Werth die ungeschützten Vororte der Stadt niederbrennen, die Spitalmühle wurde zerstört. Das dort 1785 erbaute Wohnhaus erhielt 1991 ein neues Dachgeschoss und dient seither als Restaurationsbetrieb. Im Jahr 1840 brannte das Mühlengebäude mit dem Räderwerk erneut aus. 1943 wurde die Mühle stillgelegt, das Anwesen als landwirtschaftlicher Betrieb noch einige Jahre fortgeführt.
Die Steinmühle erhielt ihren Namen wahrscheinlich nach dem nahen ehemaligen Steinweg. Sie war keine Stein-, sondern eine Getreidemühle mit oberschlächtigem Wasserrad und überbauter Radstube. Die 1446 erstmals erwähnte Mühle trug anfangs auch den Namen „(Obere) Mühle zum Hlg. Kreuz“. Bereits 1776 ist als Besitzer die Familie Reiß dokumentiert. Der letzte Müller Georg Reiß war bis 1955 als solcher tätig, die zugehörige Landwirtschaft wurde 1967 aufgegeben. Das Wohnhaus mit Fachwerkgiebel aus der Zeit vor 1800 ist erhalten, an den 1955 aufgelassenen Mühlgraben erinnert nur noch ein Straßenname.
An der Kulmbacher Straße befand sich in der Unteren Au die Herzogmühle. Die Schneid- und Mahlmühle stand am linken Ufer des noch nicht begradigten Roten Mains. Sie wurde 1698 erstmals erwähnt und war bis 1901 in Betrieb. Das Anwesen bestand aus einem Wohnhaus mit Walmdach, einer hölzernen Scheune und zwei Mühlengebäuden, von denen eines ein unterschlächtiges Wasserrad an der Außenwand aufwies. Im März 1859 brannte die Herzogmühle aus ungeklärter Ursache ab und wurde in veränderter Form wiederaufgebaut. Im Jahr 1900 ging in der Herzogmühle das erste städtische Elektrizitätswerk in Betrieb, 1901 verkaufte der letzte Müller das Anwesen an die Stadt Bayreuth. Mit der Begradigung des Roten Mains in den 1930er Jahren verlor die Herzogmühle ihren Wasserzulauf; im Februar 1980 wurden die Gebäude für den Bau der Umgehungsstraße Nordring abgerissen.
Zwischen 1923 und 2004 existierte mit der Kunstmühle Schmidt im ehemaligen Kreuz-Bräu die einzige Großmühle im Bayreuther Gebiet.

## Gewerbe und Handel

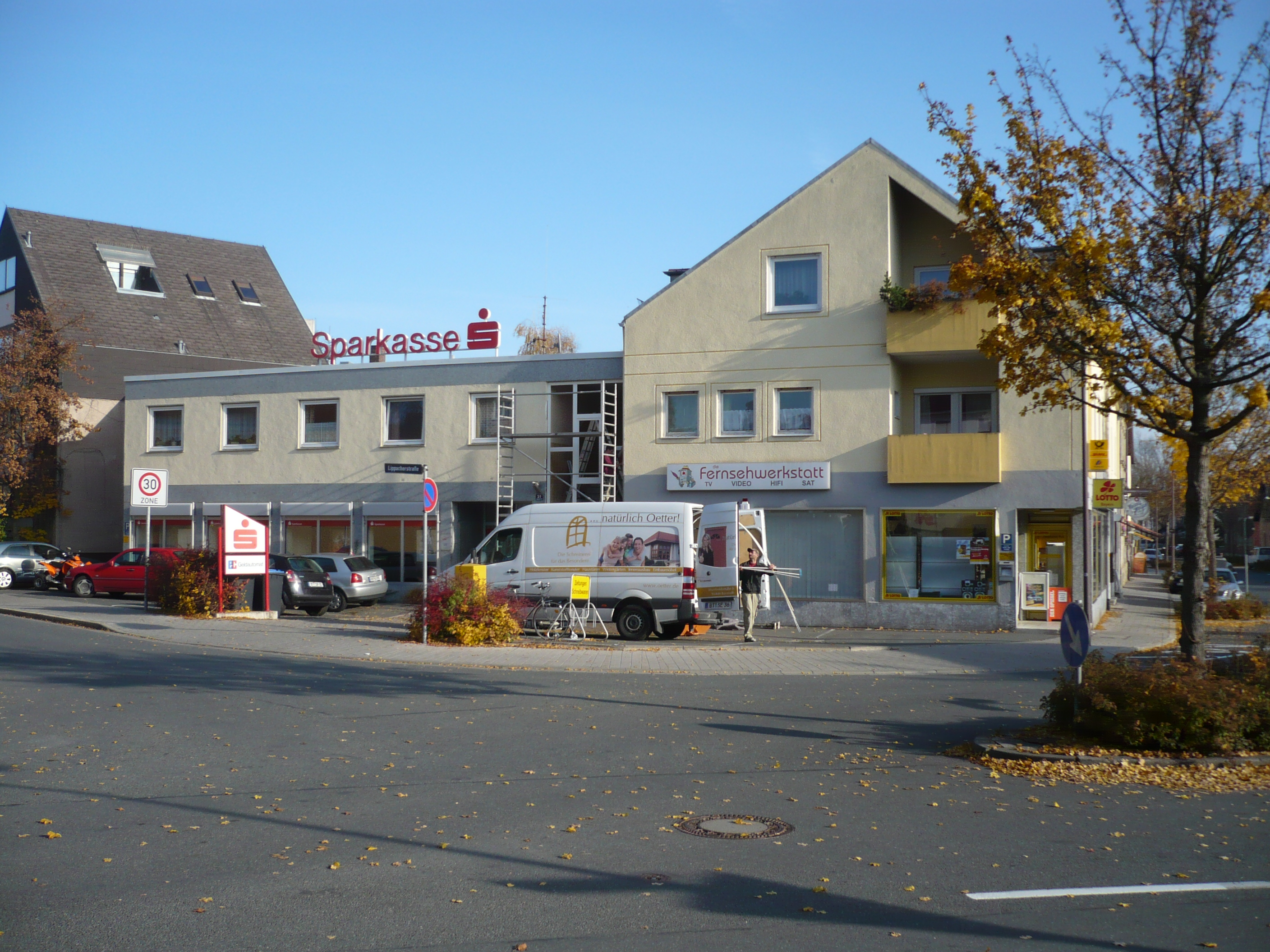
Gewerbliche Neubauten am Straßenstern Kreuz/Preuschwitzer Straße/Mosinger Straße, 2011

Neben den Mühlen und Brauereien gab es im Stadtteil weitere Betriebe, von denen die meisten verschwunden sind. In der Schreinerei Zeilmann in der Hügelstraße 7 entstanden repräsentative Eingangstore für Gebäude. Von den fünfzehn landwirtschaftlichen Anwesen hat keines die 1960er Jahre überdauert. Die Gelände der Spedition Gebrüder Müller (Kulmbacher Straße 17) und des Sägewerks Nützel (Kreuz 3; 1901 bis 1983 – von 1866 bis 1901 Dampfschneidesäge Weiß) wurden neu bebaut.
Ende der 1960er Jahre gab es noch die folgenden Betriebe (in Klammern deren Anzahl im Jahr 1991):
- acht Schreinereien (eine)
- sechs Zimmereien (drei)
- vier Schustereien (eine)
- neun Bäckereien (zwei)
- sieben Metzgereien (vier)
- sechs Friseursalons (drei)

Des Weiteren existierten im Kreuz mehrere Delikatessen- und Kolonialwaren- bzw. Lebensmittelläden, eine Drogerie, ein Kurzwarengeschäft, ein Vieh- und Pferdehändler, eine Schlosserei, ein Uhrmacher- und Schmuckwarengeschäft, ein Fuhrunternehmen, eine Kohlenhandlung, ein Farbengeschäft, Fahrradhandlungen, Malergeschäfte, eine Automobilwerkstatt und eine Tankstelle. Die Poststelle (bis ca. 1975 Kreuz 52) befindet sich als Postagentur seit 2009 im Haus Kreuz 62.
Neu hinzu kamen ein Lebensmittelmarkt, eine Fernsehwerkstatt, eine Apotheke, Arzt- und Tierarztpraxen, die meisten gastronomischen Betriebe blieben bestehen. Die Zweigstelle der Sparkasse Bayreuth (Lippacherstraße 31) wurde 2013 auf Automatenbetrieb reduziert und 2016 geschlossen.

## Verkehr

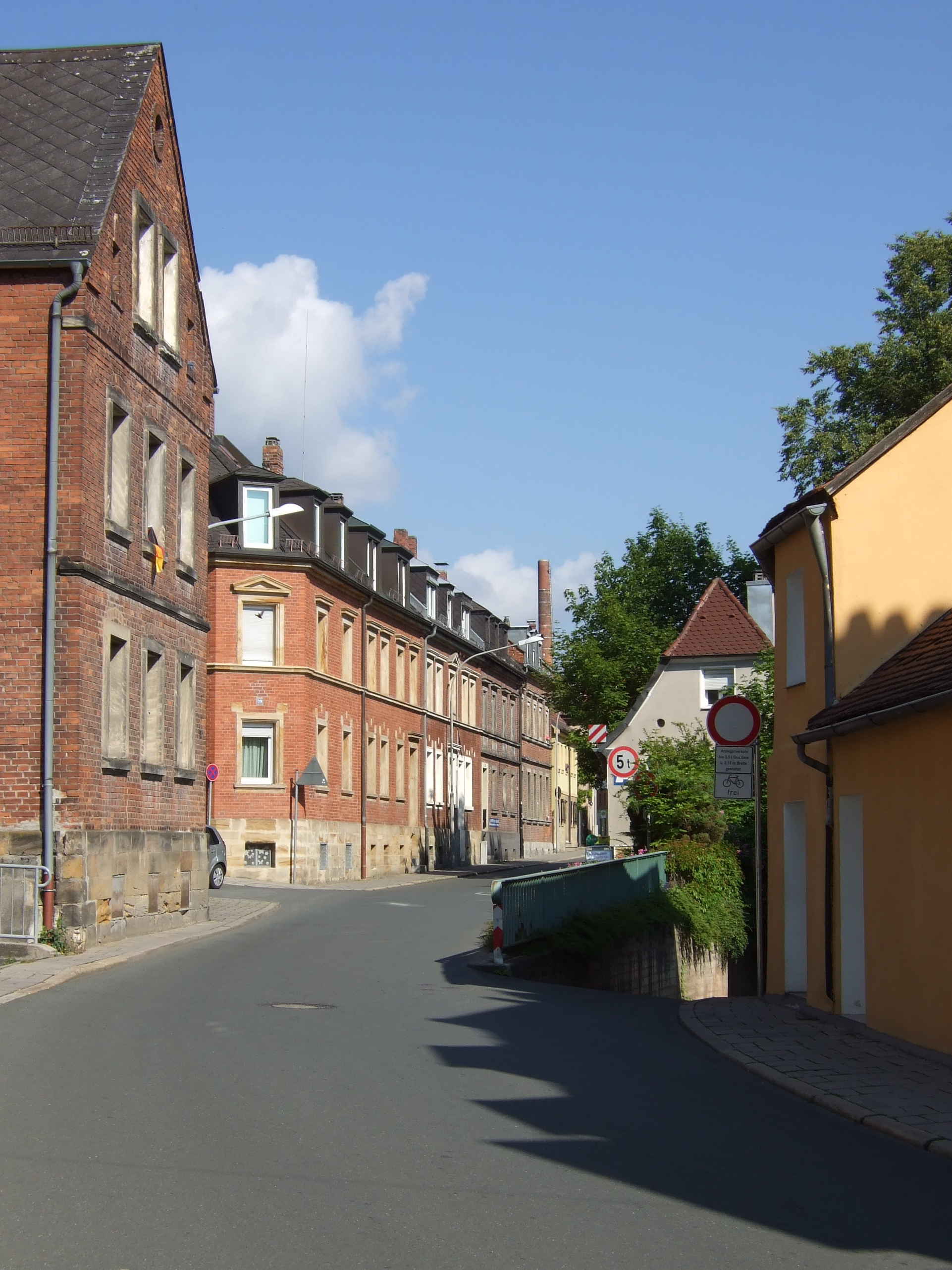
Kulmbacher Straße, rechts Abzweig der Straße Herzog, im Hintergrund Schornstein der „Aktienbrauerei“

Die Eisenbahnstation, im Kreuzer Sprachgebrauch „Bahnhof“ Herzoghöhe genannt, existierte von 1909 bis 1973. Für die Anwohner war sie nur von untergeordneter Bedeutung, da die Züge auf ihrem Weg zum Hauptbahnhof die Stadt in einem weiten Bogen umfuhren. Aus diesem Grund wurde sie von der Landbevölkerung flussabwärts des Roten Mains und aus dem Thurnauer Raum gern genutzt. In den ersten Jahrzehnten erreichten die meisten Fahrgäste die Innenstadt zu Fuß entlang der Hügelstraße, nach dem Bau der GBW-Siedlung westlich der Lippacherstraße mussten sie ab 1950 auf die Mosinger Straße ausweichen.
Die Station besaß als Haltestelle nur ein Durchgangs- und ein Ladegleis. Lediglich im Jahr 1945 wurde sie, nach den Zerstörungen der Bahnanlagen im Stadtbereich, von April bis August zum Endpunkt der Züge aus Thurnau. Das Stationsgebäude aus Wellblech befand sich nahe der heutigen Einmündung der Fröbelstraße in die Scheffelstraße. Dort war seit 1929 „Bahnhofsvorsteher“ Karl Heuberger tätig, der 1968 bei der Umwandlung in einen unbesetzten Haltepunkt im Alter von 83 Jahren als ältester Eisenbahner Deutschlands aus dem Dienst schied.
Von den beiden ursprünglichen Achsen wurde die Kulmbacher Straße von der im Rotmaintal verlaufenden Hindenburgstraße ihrer Funktion als Ausfallstraße beraubt. Die Straße Kreuz verlor einen Teil ihres Verkehrs an die ausgebaute Achse 99 Gärten – Am Mühlgraben, die Stadtteile Roter Hügel, Oberpreuschwitz und Dörnhof werden inzwischen auch auf anderen Wegen erschlossen. Parallel zur ehemaligen Bahnstrecke verlaufend trägt jetzt die Scheffelstraße die Hauptlast des Straßenverkehrs.
Die Buslinien 306 (20-Minuten-Takt, fünf Haltestellen), 303 und 307 (jeweils 30-Minuten-Takt, drei Haltestellen) der Stadtwerke Bayreuth erschließen den Stadtteil im Rahmen des Verkehrsverbunds Großraum Nürnberg (VGN). Die einstige Bahntrasse wird nach ihrem Umbau als Radweg benutzt, der das Kreuz mit den Stadtteilen Altstadt und Birken sowie der Universität und dem Kreuzsteinbad verbindet.

## Zerstörung historischer Bausubstanz nach 1945

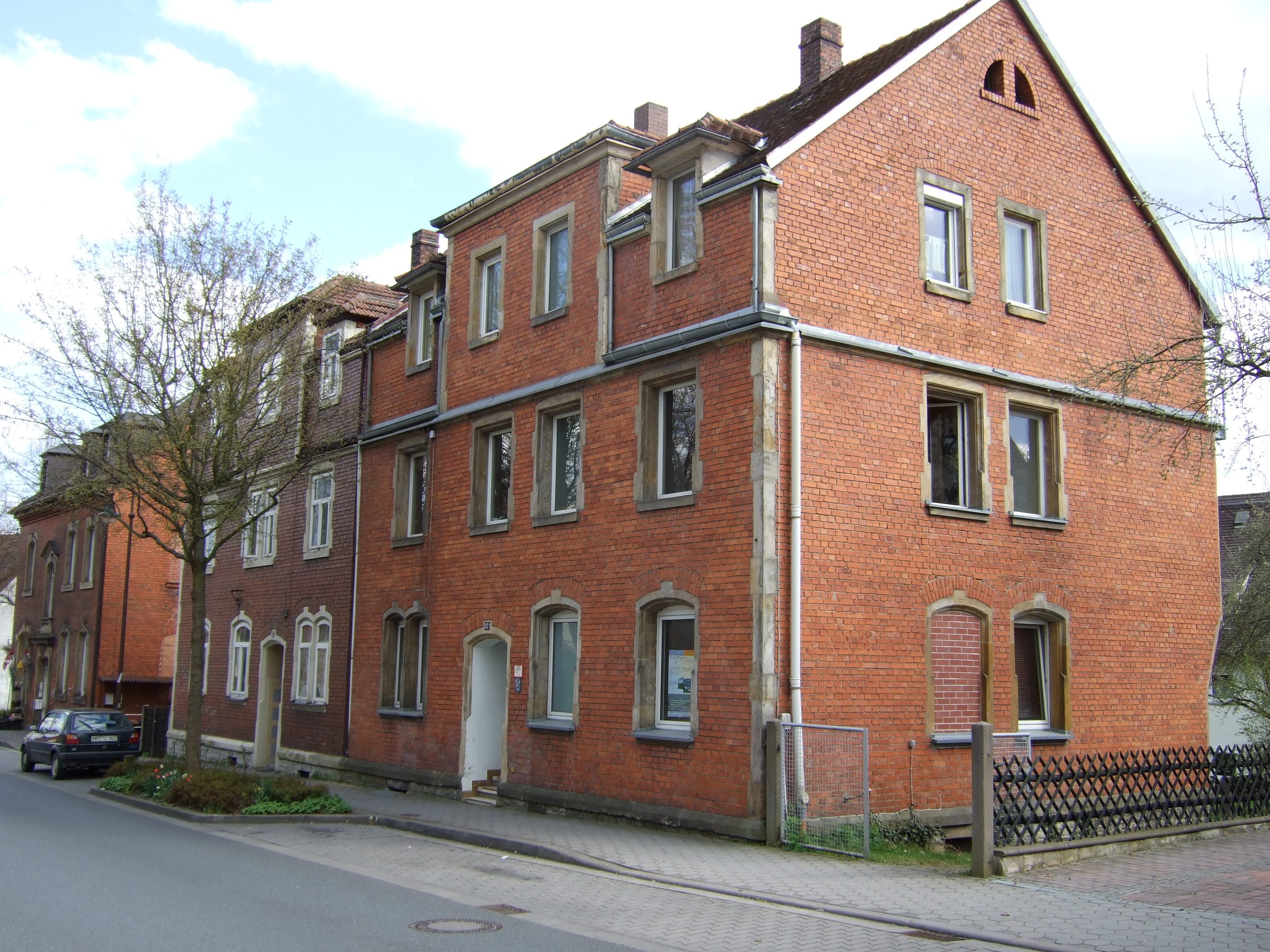
Wohnhäuser mit unverputzten Ziegelsteinwänden in der Straße Kreuz

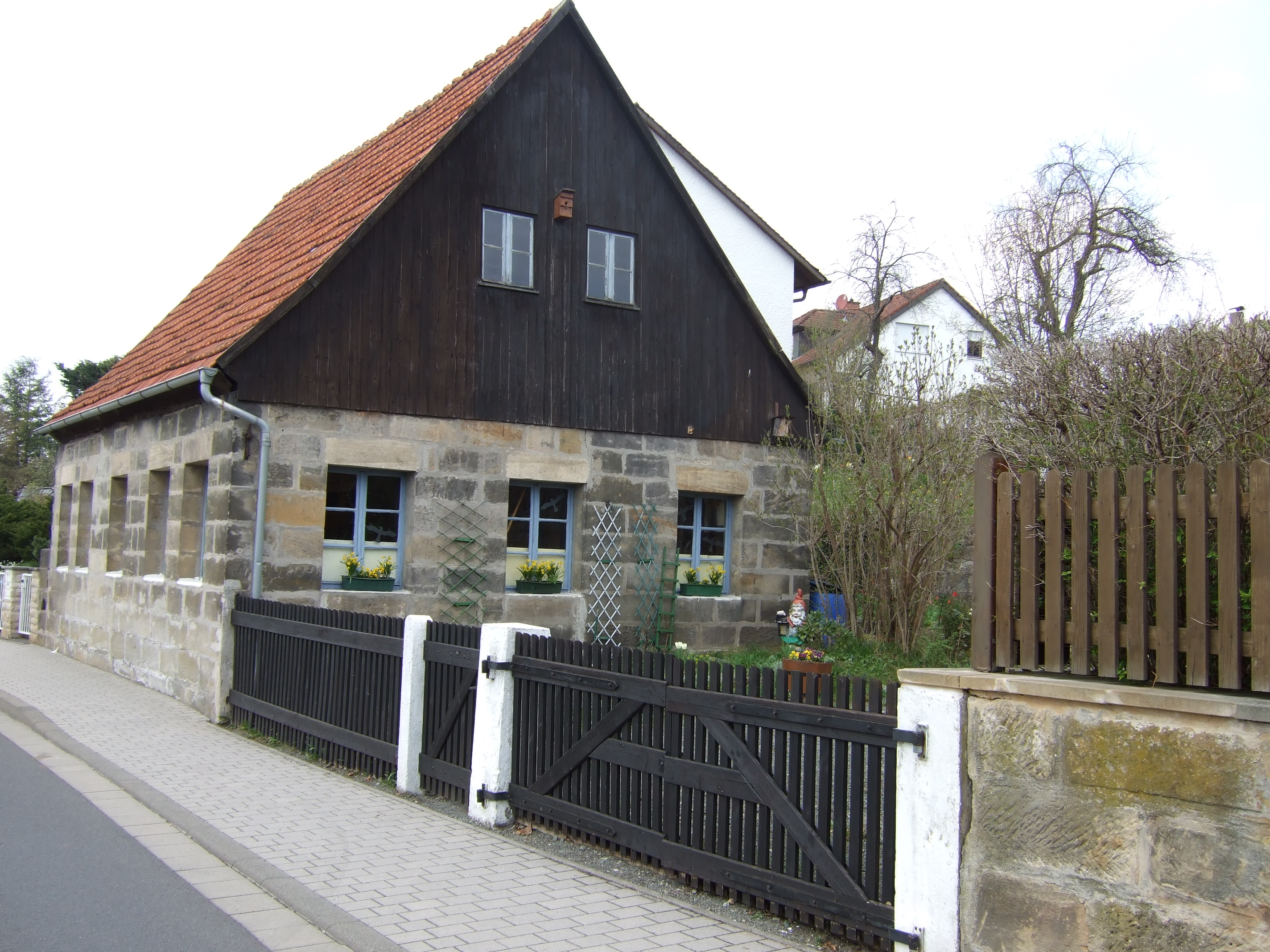
Verbliebener Altbaubestand (ehem. Feilenhauerei Kieß) an den 99 Gärten

Kulmbacher Straße 25 um 1910, 2007 abgerissen

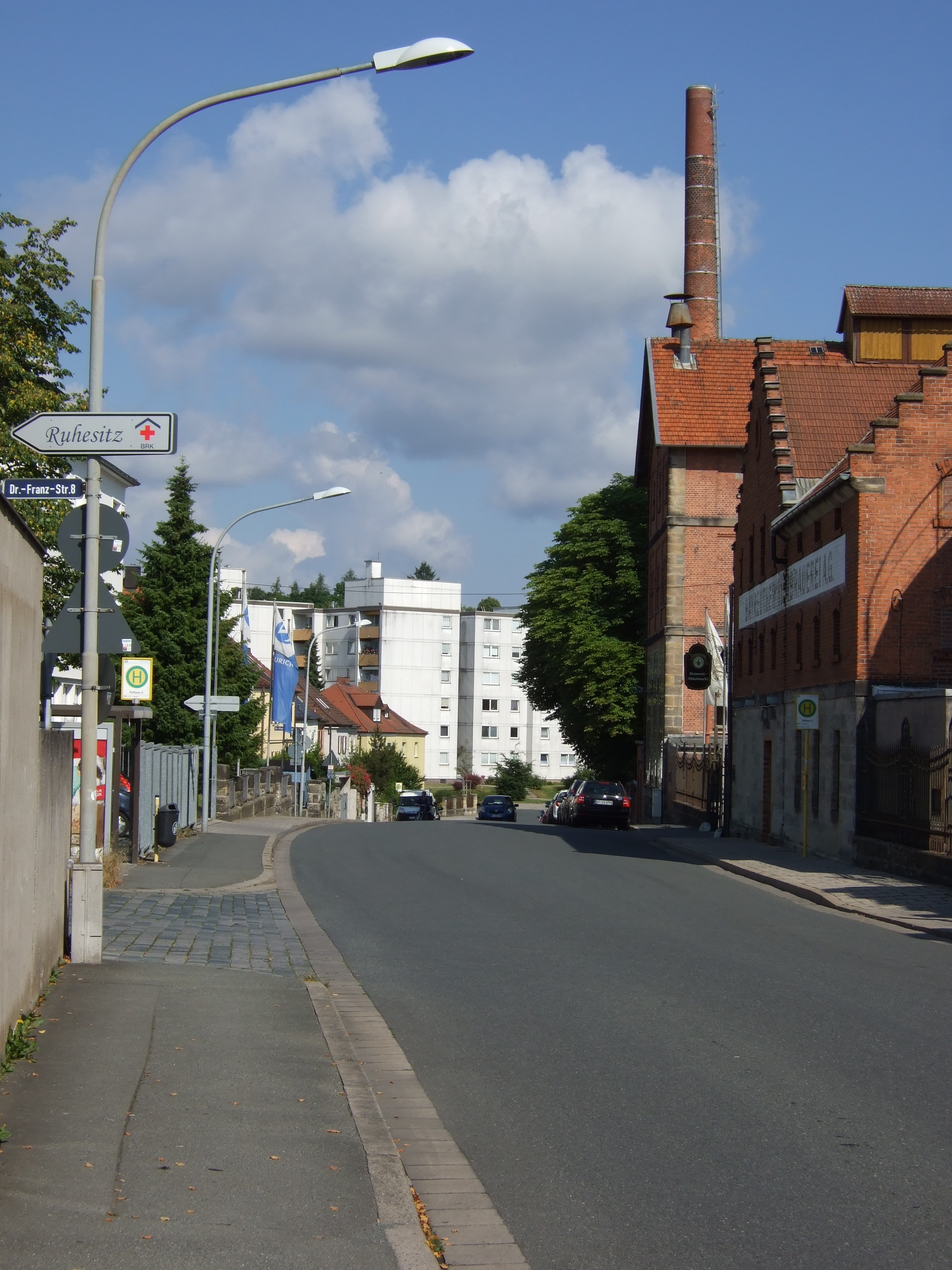
Kulmbacher Straße mit Wohnblöcken auf der ehem. Kriegsbeschädigtensiedlung

Gegen Ende des 19. Jahrhunderts umfasste die Bebauung hauptsächlich die Kulmbacher Straße bis zur Aktienbrauerei, die Straßen Herzog, Kreuz und 99 Gärten, die Karl-Hugel-Straße (damals: Hügelstraße) und die Nordseite der unteren Preuschwitzer Straße. Waren die Wohnhäuser der fünfzehn bäuerlichen Anwesen vorwiegend in Sandstein- und Fachwerkbauweise errichtet worden, so sind für die folgende Wohnbebauung unverputzte Ziegelsteinwände auf Sandsteinsockeln typisch.
Neben der Zentralhalle wurden nach 1945 weitere historische Gebäude vernichtet. Das Schicksal vieler Häuser der Stadt teilend fielen nahezu alle Bauernhöfe der Straße 99 Gärten dem Straßenbau zum Opfer. Im unteren Teil zwischen der Carl-Burger-Straße und Am Mühlgraben
steht kaum noch ein altes Haus. Auch anderswo wichen Häuser dem Straßenverkehr, einer Neubebauung oder Parkplätzen. Die untere Straße Kreuz und die Karl-Hugel-Straße sind besonders davon betroffen. Zunehmend ist zu beobachten, dass Altbausubstanz durch Verputz und Maßnahmen zur Wärmedämmung im Aussehen verändert wird.
Nach 1945 verschwundene Gebäude (Auswahl):
- Dr.-Franz-Straße: Kapelle Städtisches Krankenhaus (nach 1987)
- Karl-Hugel-Straße 8 (2016)
- Karl-Hugel-Straße 18 (Anwesen Rausch; 2007)
- Kreuz 5 (Scheune Steinmühle, Sandsteinbau von 1837; 1980)
- Kreuz 8
- Kreuz 10 (Confitüren Andree, erbaut vor 1800; 1974)
- Kreuz 12 (Schuhmacherei Metzner; 1980)
- Kreuz 24 (Anwesen Kratzer, erbaut vor 1875; 1979)
- Kreuz 26 (Lebensmittel-Rausch; nach der Ermordung im November 1992 der damals 85-jährigen Inhaberin Johann Rausch in ihrem Laden)[59]
- Kreuz 28 (städtisches Wohnhaus mit Scheune; 1965)
- Kreuz 31 (Scheune Hörl; nach 1990)
- Kreuz 32 (Zentralhalle; 1995)
- Kreuz 44 (Anwesen Opel; 2003)
- Kreuz 56 (Anwesen Depser; 1960)
- Kulmbacher Straße 25 (ehemalige Polizeistation; 2007)
- Kriegsbeschädigtensiedlung Herzoghöhe (Kulmbacher Straße 61 und folgende; 1973)
- Mosinger Straße 29 (Anwesen Reuschel, erbaut 1874)
- Am Mühlgraben 2 (Lauterbach)
- 99 Gärten 3 (Anwesen Großmann; nach 1976)
- 99 Gärten 5 (Anwesen Braun; nach 1976)
- 99 Gärten 4 und 14
- 99 Gärten 7 (Wittauer / Kieß)
- 99 Gärten 8 (Anwesen Greiner)
- 99 Gärten 12 (Anwesen Vogel)
- 99 Gärten 22 (Anwesen Kolb; 1991)
- 99 Gärten 26 (Badewitz)

## Kreiza Kerwa

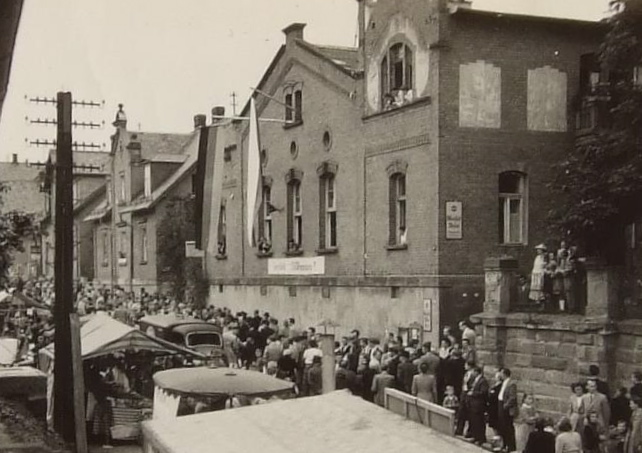
Kreiza Kerwa in und vor der Zentralhalle, 1952

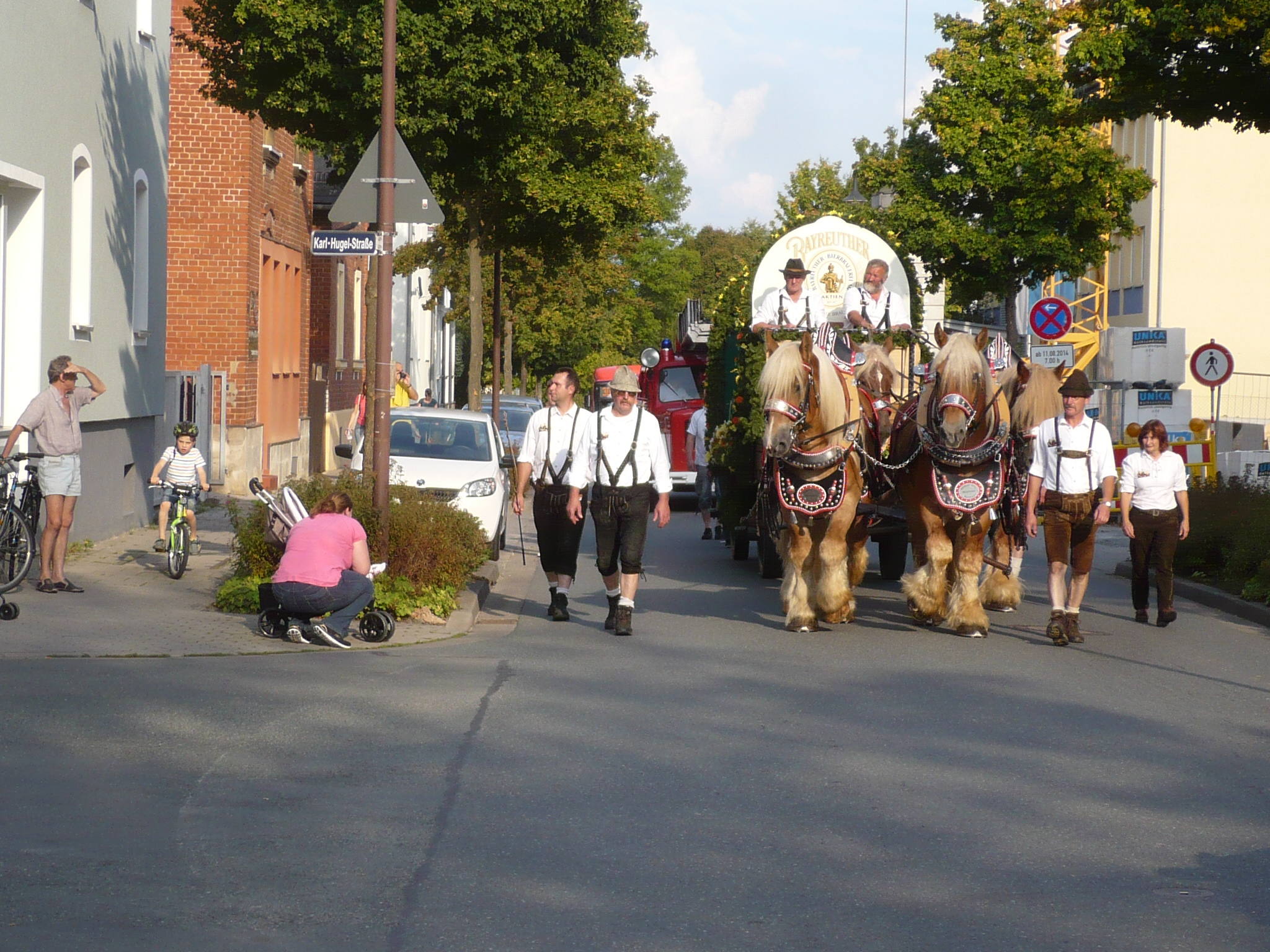
Kerwaumzug in der Straße Kreuz

Die Kreuzer Kirchweih „Kreiza Kerwa“ findet traditionell am ersten Wochenende im September statt. Sie gründet sich nicht auf den Bau einer Kirche, die Ursprünge des ersten Bayreuther Arbeitervolksfests gehen auf die Gaststätte Zentralhalle und deren ersten Wirt Fritz Görl zurück. Bis 1965 wurde – von den ersten Jahren nach dem Zweiten Weltkrieg, während derer die Gaststätte und der zugehörige Saalbau den US-Streitkräften als Club dienten, abgesehen – dort und im Straßenraum davor gefeiert. Auf der Straße standen Buden, aus denen Spezialitäten und Süßigkeiten verkauft wurden. Im Saal der Zentralhalle wurde zum Tanz aufgespielt, am „Modaseck“, dem Standort des ehemaligen Rabensteins, stand ein Karussell.
Seit 1966 wird die Kerwa auf dem Sportplatz des SC Kreuz abgehalten. Eingeleitet wird sie donnerstags mit einem Krenfleischessen, am Freitag führt der Umzug der Kerwaburschen und -„madla“ durch den Stadtteil. Neben einem Bierzelt und einem Biergarten gibt es Verkaufsstände und Fahrgeschäfte. Die Kerwa gehört zu den stadtbekannten Veranstaltungen, sie erfreut sich über den Stadtteil hinaus großer Beliebtheit.

## Kindergärten und Schulen

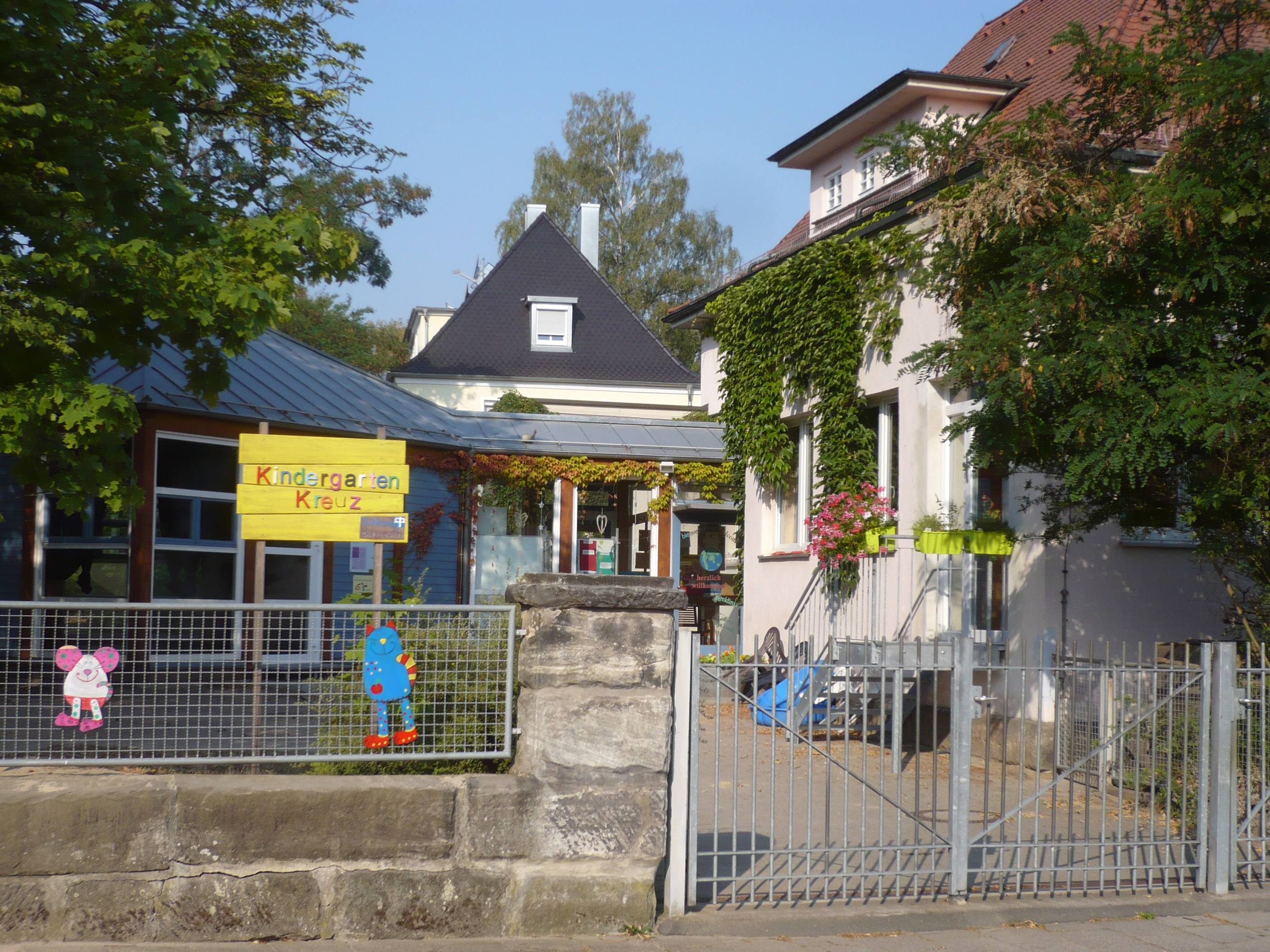
Rückansicht des alten evangelischen Kindergartens an der Fröbelstraße

In der Fröbelstraße wurde mit der Evangelischen Kinderschule 1929 ein erster Kindergarten eröffnet, der nach wie vor besteht. 1938 wollte die Nationalsozialistische Volkswohlfahrt (NSV) die Einrichtung in ihren Besitz bringen. Der Vorstandschaft des Trägers, des evangelischen Kinderschulvereins, gelang es handstreichartig im letzten Moment, diese Übernahme durch den Verkauf an die evangelische Kirche zu verhindern. Daraufhin wurde der Kinderschulbetrieb für den Monat November 1938 polizeilich verboten.
Seit 1972 gibt es einen weiteren Kindergarten der katholischen Kirchengemeinde Heilig Kreuz. Das Gebäude des evangelischen Kindergartens in der Fröbelstraße wurde von der Gesamtkirchenverwaltung zur Diakonie Bayreuth umgewidmet, abgebrochen und durch einen im Oktober 2022 fertiggestellten Neubau ersetzt.
Die Grund- und Hauptschüler, einst „Volksschüler“ genannt, waren je nach Anschrift der Graserschule, der Luitpoldschule oder der Altstadtschule zugewiesen. Erst 1960 erhielt der Stadtteil mit der Herzoghöhe-Schule ein eigenes Schulgebäude, das 1969 um zwei Schulpavillons erweitert wurde.
Fachschulen für medizinisch-technische Laborassistenten, Physiotherapie und Altenpflege wurden auf dem Gelände des ehemaligen Städtischen Krankenhauses angesiedelt.

## Freizeit und Sport
Am 2. Februar 1928 wurde in der Gaststätte Münsterer (Hügelstraße 1) der Sportclub Kreuz gegründet. Die Fußballer spielten zunächst auf dem Standort der heutigen Rotmainhalle, der erste vereinseigene Platz lag am jetzigen Geschwister-Scholl-Platz. 1931 wurde der „Goldene Stern“ in der Elias-Räntz-Straße Vereinslokal. In der Zeit des Nationalsozialismus wurde der Arbeitersportverein 1933 aufgelöst.
1946 genehmigte die amerikanische Militärregierung die Neugründung des SC Kreuz. Vorerst wurde auf einer landwirtschaftlich genutzten Wiese am Roten Hügel gespielt, im März 1953 konnte, nach umfangreichen Baumaßnahmen aufgrund der Hanglage, der erste Sportplatz an der Preuschwitzer Straße übergeben werden. Beim Einweihungsspiel besiegte die SpVgg Bayreuth den Zweitdivisionär VfB Helmbrechts vor 2500 Zuschauern mit 2:1 Toren. 1956 konnte das erste Sportheim mit Gaststätte in Holzbauweise eröffnet werden, das aktuelle Sportheim stammt aus dem Jahr 1971. Im August 1991 erhielt der Verein ein neues Rasenspielfeld, 1992 spielte dort eine Auswahlmannschaft der Stadt Bayreuth gegen den Bundesligisten 1. FC Nürnberg. Der Verein besitzt vier Fußballmannschaften. Auf dem Vereinsgelände finden jährlich die „Kreiza Kerwa“ und seit 1991 das Sommerferienprogramm für Kinder „Mini-Bayreuth“ statt.
Die Bayreuther Turnerschaft (BTS), ältester und größter Sportverein der Stadt, verlagerte ihre Sportanlagen 1976 an die 99 Gärten. Im Sommer 1971 wurde damit begonnen, die dafür benötigten Flächen zwischen der gleichnamigen Straße und dem Mistelbach aufzuschütten und einzuebnen. 1983 wurden zwei Tennis-Sandplätze angelegt, 1990 kam eine Tennishalle dazu. Zu den angebotenen Abteilungen gehören Hockey, Bogenschießen, Rugby und Handball.

## Persönlichkeiten
- Karl Hugel (1865–1937), 1912 bis 1918 Mitglied des Reichstags, 1919 bis 1930 Zweiter Bürgermeister von Bayreuth, lebte bis 1937 in der Hügelstraße 15 (seit 1947: Karl-Hugel-Straße).[69]
- Kurt Herterich (1928–2015), Autor stadtgeschichtlicher Publikationen über Bayreuth, wurde in der Straße Kreuz geboren und lebte dort.[70]
- Johann Söllner (1661–1716), erwarb 1693 das heutige Anwesen Kreuz 14 und betrieb dort eine Schankwirtschaft. Dem aus Schwarzach bei Kulmbach stammenden Sohn eines Schneiders wurde nachgesagt, er habe 1683 als Bäckergeselle bei der Belagerung Wiens die Minierarbeit des Feinds wahrgenommen und so die Stadt vor der Eroberung durch die Türken bewahrt.[71]

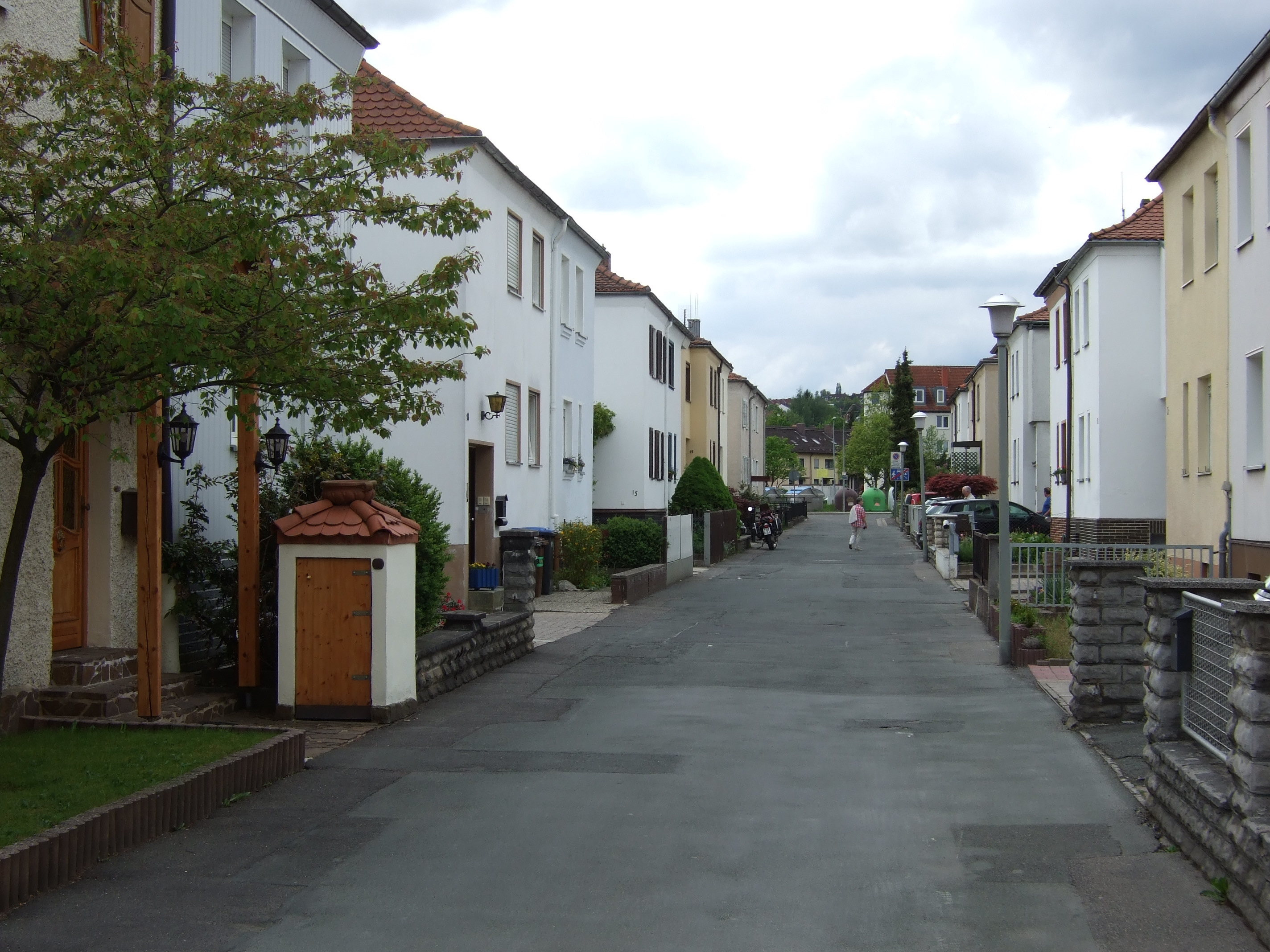
Kriegsbeschädigten- siedlung an der Straße Rabenstein
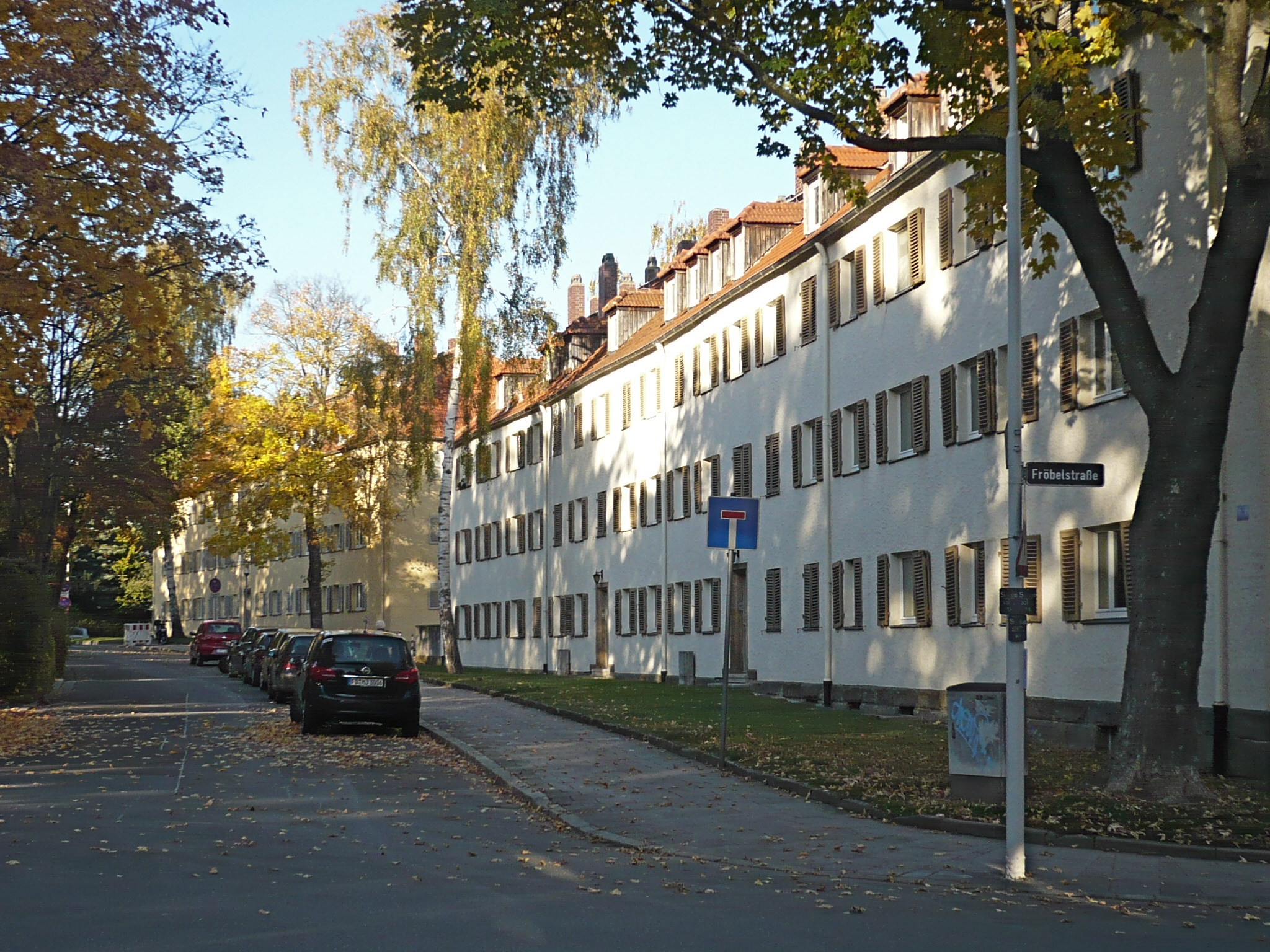
Wohngebäude der GBW-Siedlung Untere Herzoghöhe aus den 1930er Jahren
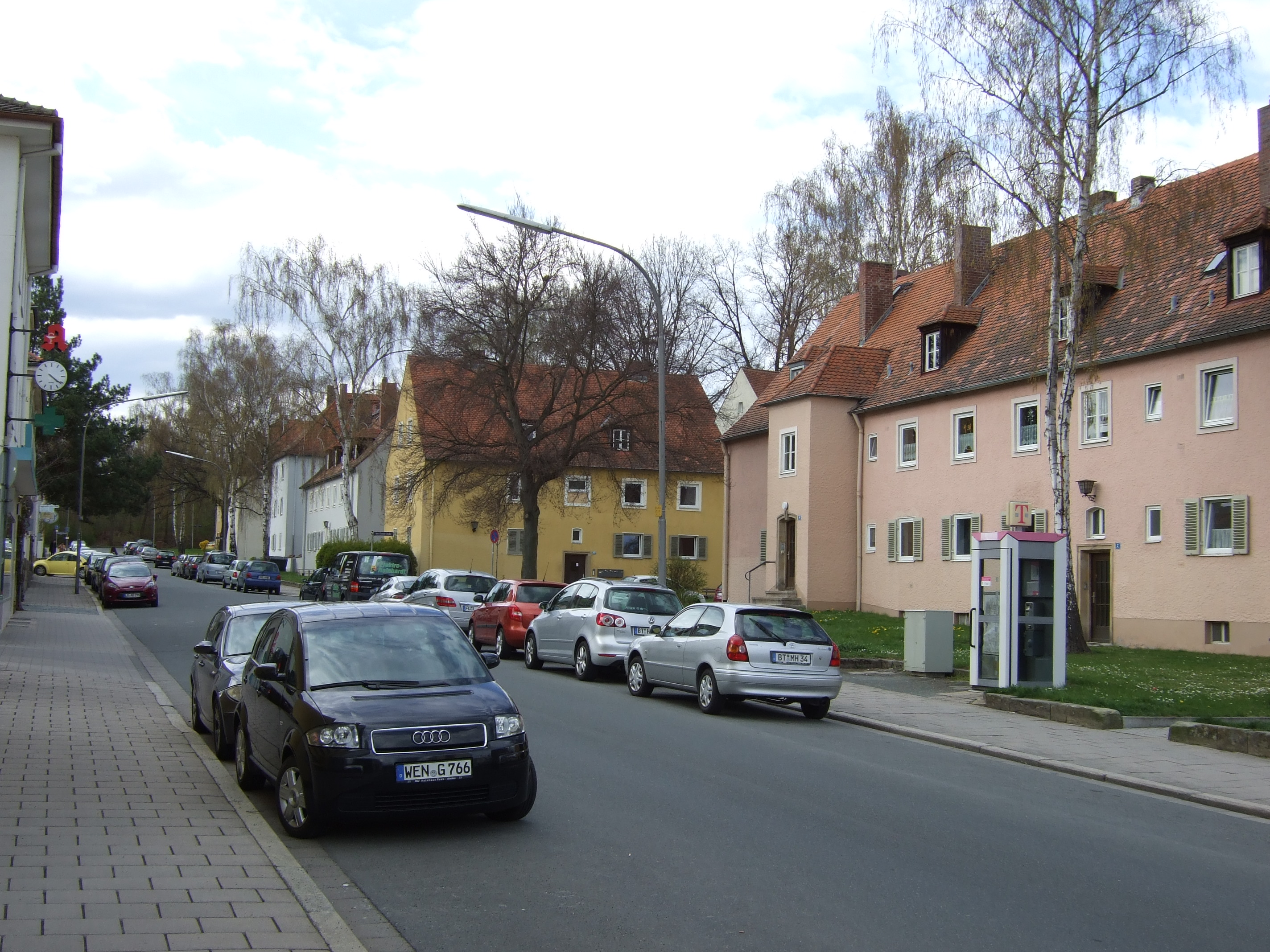
Mosinger Straße, rechts Häuser auf der ehemaligen Hörls Peunt
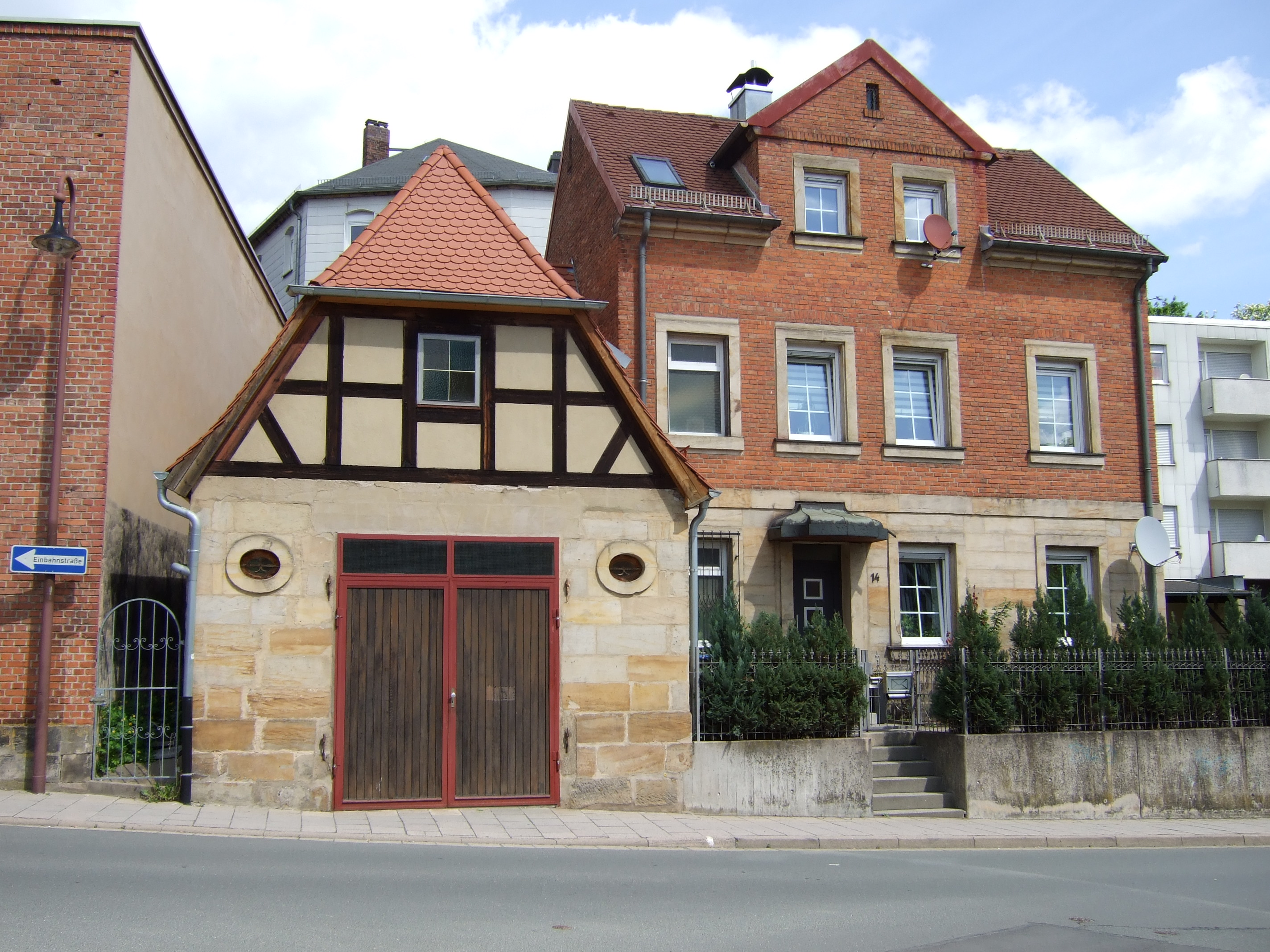
Anwesen Kreuz 14 mit ehemaliger Stallung am „Kreuzbräuberg“
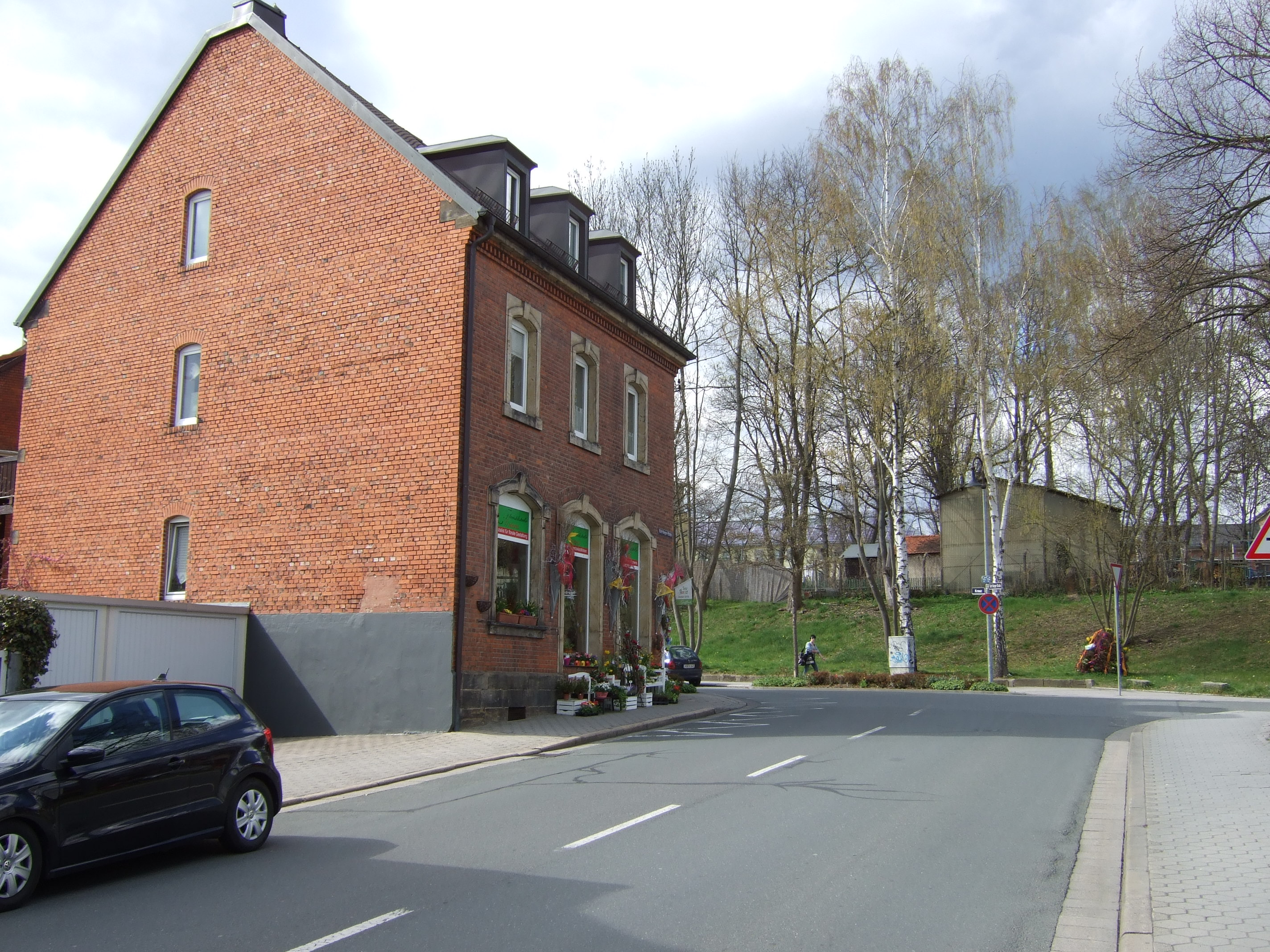
Ziegelsteinbau Kreuz 13 von der Carl-Burger-Straße aus gesehen